# Швейцария на зимних Олимпийских играх 2018
Швейцария на зимних Олимпийских играх 2018 года была представлена 165 спортсменами во всех 7 видах спорта, представленных в программе Игр.

## Медали
| Золото  |                                                                         |                                                    |            |
| №       | Спортсмены                                                              | Вид спорта (дисциплина)                            | Дата       |
| 1       | Дарио Колонья                                                           | Лыжные гонки (15 км свободным стилем, мужчины)     | 16 февраля |
| 2       | Сара Хёффлин                                                            | Фристайл (слоупстайл, женщины)                     | 17 февраля |
| 3       | Мишель Гизин                                                            | Горнолыжный спорт (комбинация, женщины)            | 22 февраля |
| 4       | Дениз Файерабенд Рамон Ценхойзерн Венди Хольденер Даниэль Юль Лука Эрни | Горнолыжный спорт (командные соревнования)         | 24 февраля |
| 5       | Невин Гальмарини                                                        | Сноуборд (параллельный гигантский слалом, мужчины) | 24 февраля |
| Серебро |                                                                         |                                                    |            |
| №       | Спортсмены                                                              | Вид спорта (дисциплина)                            | Дата       |
| 1       | Женни Перре Мартин Риос                                                 | Кёрлинг (смешанные пары)                           | 13 февраля |
| 2       | Беат Фойц                                                               | Горнолыжный спорт (супергигант, мужчины)           | 16 февраля |
| 3       | Венди Хольденер                                                         | Горнолыжный спорт (слалом, женщины)                | 16 февраля |
| 4       | Матильда Гремо                                                          | Фристайл (слоупстайл, женщины)                     | 17 февраля |
| 5       | Марк Бишофбергер                                                        | Фристайл (ски-кросс, мужчины)                      | 21 февраля |
| 6       | Рамон Ценхойзерн                                                        | Горнолыжный спорт (слалом, мужчины)                | 22 февраля |
| Бронза  |                                                                         |                                                    |            |
| №       | Спортсмены                                                              | Вид спорта (дисциплина)                            | Дата       |
| 1       | Беат Фойц                                                               | Горнолыжный спорт (скоростной спуск, мужчины)      | 15 февраля |
| 2       | Венди Хольденер                                                         | Горнолыжный спорт (комбинация, женщины)            | 22 февраля |
| 3       | Бенуа Шварц Клаудио Пец Петер де Круз Валентин Таннер Доминик Мерки     | Кёрлинг (мужчины)                                  | 23 февраля |
| 4       | Фанни Смит                                                              | Фристайл (ски-кросс, женщины)                      | 23 февраля |

## Состав сборной
Вторые Игры подряд главой делегации являлся бронзовый призёр зимних Олимпийских игр 2010 года Ральф Штёкли. Он же возглавлял отборочную комиссию, которая утверждала состав сборной на Игры в Пхёнчхане. Также в состав комиссии входили президент Олимпийского комитета Швейцарии Юрг Шталь, член исполнительного комитета Рут Вирпфли Штайнеггер и президент швейцарской олимпийской комиссии спортсменов Марк Шнебергер.
 Биатлон
1. Беньямин Вегер
2. Серафин Вистнер
3. Марио Дольдер
4. Жереми Финелло
5. Аита Гаспарин
6. Элиза Гаспарин
7. Ирене Кадуриш
8. Лена Хекки
9. Селина Гаспарин

 Бобслей
1. Томас Амрайн
2. Фабио Бадраун
3. Клеменс Брахер
4. Алайн Кнусер
5. Михаэль Куонен
6. Мартин Майер
7. Рико Петер
8. Симон Фридли
9. Сабина Хафнер
10. Рахель Ребсамен

 Горнолыжный спорт
1. Марк Гизин
2. Джино Кавицель
3. Мауро Кавицель
4. Лоик Мейяр
5. Жюстин Мюрисье
6. Жиль Рулен
7. Томас Тумлер
8. Беат Фойц
9. Рамон Ценхойзерн
10. Лука Эрни
11. Даниэль Юль
12. Карло Янка
13. Симона Вильд
14. Мишель Гизин
15. Лара Гут
16. Коринн Зутер
17. Дениз Файерабенд
18. Жасмин Флури
19. Венди Хольденер

 Кёрлинг
1. Петер Де Круз
2. Доминик Мерки
3. Клаудио Пец
4. Мартин Риос
5. Валентин Таннер
6. Бенуа Шварц
7. Марлене Альбрехт
8. Мануэла Зигрист
9. Эстер Нойеншвандер
10. Женни Перре
11. Сильвана Тиринцони

 Конькобежный спорт
1. Ливио Венгер
2. Рамона Херди

 Лыжное двоеборье
1. Тим Хуг

 Лыжные гонки
1. Йонас Бауман
2. Эрван Кезер
3. Дарио Колонья
4. Тони Ливерс
5. Кандид Пралонг
6. Роман Фургер
7. Йофиан Хедигер
8. Ойли Шнайдер
9. Лаурин ван дер Грааф
10. Натали фон Зибенталь
11. Надине Фендрих
12. Лидиа Хирникель

 Прыжки на лыжах с трамплина
1. Симон Амман
2. Грегор Дешванден

 Санный спорт
1. Мартина Кохер

 Скелетон
1. Марина Джилардони

 Сноуборд
1. Элиас Алленшпах
2. Йонас Бёзигер
3. Патрик Бургенер
4. Невин Гальмарини
5. Дарио Кавицель
6. Калле Кобле
7. Жером Лиман
8. Каспар Флютш
9. Ян Шеррер
10. Мориц Тёнен
11. Николас Хубер
12. Михаэль Шерер
13. Изабель Дерунгс
14. Ладина Енни
15. Лара Казанова
16. Сина Кандриан
17. Элена Кёнц
18. Патриция Куммер
19. Симона Майлер
20. Стефани Мюллер
21. Верена Рорер
22. Карла Сомайни
23. Жюли Цогг
24. Александра Хаслер

 Фигурное катание
1. Алексия Пагании

 Фристайл
1. Элиас Амбюль
2. Фабиан Бёш
3. Марк Бишофбергер
4. Робен Бриге
5. Миша Гассер
6. Николас Гигакс
7. Йоэль Гислер
8. Димитри Ислер
9. Рафаэль Крайенбюль
10. Йонас Ленхерр
11. Армин Нидерер
12. Андри Раджеттли
13. Ной Рот
14. Алекс Фива
15. Йонас Хунцикер
16. Присциллия Аннен
17. Талина Гантенбайн
18. Матильд Гремо
19. Санна Лойди
20. Дебора Сканцио
21. Фанни Смит
22. Сара Хёффлин

 Хоккей
1. Андрес Амбюль
2. Эрик Блум
3. Симон Боденман
4. Фелисьен дю Буа
5. Патрик Геринг
6. Фабрис Герцог
7. Леонардо Дженони
8. Рафаэль Диас
9. Пиус Зутер
10. Энцо Корви
11. Ромен Леффель
12. Симон Мозер
13. Коди Олмонд
14. Венсан Праплан
15. Томас Рюфенахт
16. Рамон Унтерзандер
17. Филипп Фуррер
18. Гаэтан Хас
19. Йонас Хиллер
20. Денис Холленштайн
21. Грегори Хофманн
22. Рето Шеппи
23. Тристан Шервай
24. Тобиас Штефан
25. Доминик Шлумпф
26. Тесс Аллеман
27. Янина Альдер
28. Ливия Альтман
29. Лаура Бенц
30. Сара Бенц
31. Андреа Брандли
32. Николь Булло
33. Изабель Вайдахер
34. Моника Вайдахер
35. Нина Вайдахер
36. Штефани Ветли
37. Николь Гасс
38. Шеннон Зигрист
39. Кристин Майер
40. Алина Мюллер
41. Эвелина Разелли
42. Доминик Рюэгг
43. Лиза Рюэди
44. Фёбе Стенц
45. Сара Форстер
46. Сабрина Цоллингер
47. Флоренс Шеллинг
48. Лара Штальдер

Также на Игры был заявлен лыжник Джейсон Рюш, но из-за проблем со здоровьем он так и не смог принять участие в соревнованиях. Помимо Рюша на Играх не выступили биатлонист Мартин Йегер и горнолыжники Патрик Кюнг, Мелани Мейяр и Йоана Хелен.

## Результаты соревнований

### Биатлон
Большинство олимпийских лицензий на Игры 2018 года были распределены по результатам выступления стран в зачёт Кубка наций в рамках Кубка мира 2016/2017. По его результатам мужская сборная Швейцарии заняла 9-е место, благодаря чему заработала 5 олимпийских лицензий, а женская сборная, занявшая 11-е место также получила право заявить для участия в соревнованиях 5 спортсменок. При этом в одной дисциплине страна может выставить не более четырёх биатлонистов.
Мужчины
| Соревнование         | Спортсмены                                                  | Стрельба                             | Время                                     | Место          | Отставание                              |
| -------------------- | ----------------------------------------------------------- | ------------------------------------ | ----------------------------------------- | -------------- | --------------------------------------- |
| спринт               | Серафин Вистнер                                             | 0+1                                  | 24:02,3                                   | 9              | +23,5                                   |
| спринт               | Беньямин Вегер                                              | 0+1                                  | 24:15,5                                   | 15             | +36,7                                   |
| спринт               | Жереми Финелло                                              | 2+1                                  | 25:54,7                                   | 63             | +2:15,9                                 |
| спринт               | Марио Дольдер                                               | 3+2                                  | 25:54,8                                   | 64             | +2:16,0                                 |
| гонка преследования  | Беньямин Вегер                                              | 1+0+0+1                              | 33:54,8                                   | 6              | +1:03,1                                 |
| гонка преследования  | Серафин Вистнер                                             | 0+1+3+2                              | 36:37,0                                   | 28             | +3:45,3                                 |
| индивидуальная гонка | Беньямин Вегер                                              | 1+0+0+0                              | 48:52,4                                   | 6              | +48,6                                   |
| индивидуальная гонка | Жереми Финелло                                              | 0+1+0+2                              | 52:37,5                                   | 47             | +4:33,7                                 |
| индивидуальная гонка | Марио Дольдер                                               | 0+1+0+2                              | 52:46,5                                   | 49             | +4:42,7                                 |
| масс-старт           | Серафин Вистнер                                             | 2+1+0+0                              | 38:00,9                                   | 24             | +2:13,6                                 |
| масс-старт           | Беньямин Вегер                                              | 2+2+1+0                              | 38:10,5                                   | 27             | +2:23,2                                 |
| эстафета 4×7,5 км    | Серафин Вистнер Беньямин Вегер Жереми Финелло Марио Дольдер | 5+19 2+3 0+3 0+3 0+2 0+2 0+3 0+0 3+3 | 1:23:06,1 21:30,0 19:17,2 20:22,6 21:56,3 | 15 18 16 14 15 | +7:49,6 +3:06,4 +3:12,6 +4:47,9 +7:49,6 |

Женщины
| Соревнование         | Спортсмены                                              | Стрельба                     | Время                                     | Место   | Отставание                    |
| -------------------- | ------------------------------------------------------- | ---------------------------- | ----------------------------------------- | ------- | ----------------------------- |
| спринт               | Ирене Кадуриш                                           | 1+0                          | 21:51,7                                   | 8       | +45,5                         |
| спринт               | Лена Хекки                                              | 1+2                          | 22:39,7                                   | 26      | +1:33,5                       |
| спринт               | Элиза Гаспарин                                          | 0+2                          | 22:52,4                                   | 31      | +1:46,2                       |
| спринт               | Селина Гаспарин                                         | 3+1                          | 23:18,4                                   | 41      | +2:12,2                       |
| гонка преследования  | Лена Хекки                                              | 1+1+1+0                      | 32:16,8                                   | 8       | +1:41,5                       |
| гонка преследования  | Ирене Кадуриш                                           | 0+0+3+1                      | 32:52,8                                   | 16      | +2:17,5                       |
| гонка преследования  | Элиза Гаспарин                                          | 2+2+1+0                      | 34:11,2                                   | 35      | +3:35,9                       |
| гонка преследования  | Селина Гаспарин                                         | 2+2+1+0                      | 34:40,2                                   | 39      | +4:04,9                       |
| индивидуальная гонка | Элиза Гаспарин                                          | 1+0+0+0                      | 43:22,4                                   | 8       | +2:15,2                       |
| индивидуальная гонка | Лена Хекки                                              | 1+2+1+0                      | 45:22,5                                   | 34      | +4:15,3                       |
| индивидуальная гонка | Селина Гаспарин                                         | 1+0+2+2                      | 48:07,4                                   | 65      | +7:00,2                       |
| индивидуальная гонка | Аита Гаспарин                                           | 1+2+1+1                      | 48:26,2                                   | 68      | +7:19,0                       |
| масс-старт           | Лена Хекки                                              | 1+2+0+1                      | 38:22,3                                   | 23      | +2:59,3                       |
| масс-старт           | Элиза Гаспарин                                          | 0+2+1+2                      | 39:21,0                                   | 27      | +3:58,0                       |
| масс-старт           | Ирене Кадуриш                                           | 2+1+1+0                      | 39:44,7                                   | 28      | +4:21,7                       |
| эстафета 4×6 км      | Элиза Гаспарин Лена Хекки Селина Гаспарин Ирене Кадуриш | 0+16 0+1 0+0 0+3 0+2 0+2 0+3 | 1:12:46,9 17:32,8 18:15,5 18:56,7 18:01,9 | 6 8 7 6 | +43,5 +43,8 +26,1 +26,3 +43,5 |

Смешанная эстафета
| Соревнование       | Спортсмены                                               | Стрельба                             | Время                                     | Место          | Отставание                              |
| ------------------ | -------------------------------------------------------- | ------------------------------------ | ----------------------------------------- | -------------- | --------------------------------------- |
| смешанная эстафета | Элиза Гаспарин Лена Хекки Беньямин Вегер Серафин Вистнер | 1+13 0+1 0+3 1+3 0+2 0+1 0+0 0+1 0+2 | 1:11:31,4 16:48,1 17:21,8 18:02,7 19:18,8 | 13 14 15 10 13 | +2:57,1 +1:04,0 +2:21,3 +2:09,3 +2:57,1 |

### Бобслей

#### Бобслей
Квалификация спортсменов для участия в Олимпийских играх осуществлялась на основании рейтинга IBSF (англ. IBSF Ranking) по состоянию на 14 января 2018 года. По его результатам сборная Швейцарии завоевала по две олимпийские лицензии в мужских двойках и четвёрках и одну в женских двойках.
Мужчины
| Соревнование | Спортсмены                                             | 1 заезд   | 1 заезд | 2 заезд   | 2 заезд | 3 заезд   | 3 заезд | 4 заезд   | 4 заезд | Итоговый результат | Итоговое место | Отставание |
| Соревнование | Спортсмены                                             | Результат | Место   | Результат | Место   | Результат | Место   | Результат | Место   | Итоговый результат | Итоговое место | Отставание |
| ------------ | ------------------------------------------------------ | --------- | ------- | --------- | ------- | --------- | ------- | --------- | ------- | ------------------ | -------------- | ---------- |
| двойки       | Рико Петер Симон Фридли                                | 49,72     | 16      | 49,53     | 9       | 49,52     | 10      | 49,49     | 9       | 3:18,26            | 11             | +1,40      |
| двойки       | Клеменс Брахер Михаэль Куонен                          | 49,73     | 17      | 49,90     | 19      | 49,64     | 16      | 49,56     | 10      | 3:18,83            | 16             | +1,97      |
| четвёрки     | Рико Петер Томас Амрхайн Симон Фридли Михаэль Куонен   | 49,05     | 8       | 49,16     | 2       | 48,87     | 2       | 49,51     | 1       | 3:16,59            | 4              | +0,74      |
| четвёрки     | Клеменс Брахер Алайн Кнусер Мартин Майер Фабио Бадраун | 49,06     | 9       | 49,54     | 16      | 49,59     | 16      | 49,72     | 14      | 3:17,91            | 14             | +2,06      |

Женщины
| Соревнование | Спортсмены                    | 1 заезд   | 1 заезд | 2 заезд   | 2 заезд | 3 заезд   | 3 заезд | 4 заезд   | 4 заезд | Итоговый результат | Итоговое место | Отставание |
| Соревнование | Спортсмены                    | Результат | Место   | Результат | Место   | Результат | Место   | Результат | Место   | Итоговый результат | Итоговое место | Отставание |
| ------------ | ----------------------------- | --------- | ------- | --------- | ------- | --------- | ------- | --------- | ------- | ------------------ | -------------- | ---------- |
| двойки       | Сабина Хафнер Рахель Ребсамен | 50,86     | 8       | 51,16     | 10      | 51,07     | 9       | 51,21     | 9       | 3:24,30            | 9              | +1,85      |

#### Скелетон
Квалификация спортсменов для участия в Олимпийских играх осуществлялась на основании рейтинга IBSF (англ. IBSF Ranking) по состоянию на 14 января 2018 года. По его результатам сборная Швейцарии стала обладателем одной олимпийской квоты в мужском скелетоне, однако затем от неё отказалась, одновременно с этим получив в результате отказа сборной Нидерландов квоту в женской части соревнований.
Женщины
| Соревнование | Спортсмены        | 1 заезд   | 1 заезд | 2 заезд   | 2 заезд | 3 заезд   | 3 заезд | 4 заезд   | 4 заезд | Итоговый результат | Итоговое место | Отставание |
| Соревнование | Спортсмены        | Результат | Место   | Результат | Место   | Результат | Место   | Результат | Место   | Итоговый результат | Итоговое место | Отставание |
| ------------ | ----------------- | --------- | ------- | --------- | ------- | --------- | ------- | --------- | ------- | ------------------ | -------------- | ---------- |
| женщины      | Марина Джилардони | 52,34     | 10      | 52,35     | 12      | 52,28     | 10      | 52,46     | 13      | 3:29,43            | 11             | +2,15      |

### Кёрлинг
В начале декабря национальная отборочная комиссия утвердила 11 кёрлингистов, которые примут участие в Олимпийских играх, большинство из которых являются дебютантами Игр. Женни Перре стала единственной кёрлингисткой, выступавшей в двух дисциплинах. Помимо участия в соревнованиях смешанных пар, она заняла место запасного в команде Сильваны Тиринцони.

#### Мужчины
Олимпийскую лицензию в мужском кёрлинге сборная Швейцарии получила, заняв по результатам последних двух чемпионатов мира итоговое 5-е место.
Состав
| Четвёртый   | Третий      | Второй        | Ведущий         | Запасной      |
| ----------- | ----------- | ------------- | --------------- | ------------- |
| Бенуа Шварц | Клаудио Пец | Петер Де Круз | Валентин Таннер | Доминик Мерки |

| Место | Команда          | В | П | КЗ | КП | ВЭ | ПЭ | ОЭ | УЭ | ППД |
| ----- | ---------------- | - | - | -- | -- | -- | -- | -- | -- | --- |
| 1     | Швеция           | 7 | 2 | 60 | 36 | 35 | 29 | 12 | 8  | 87% |
| 2     | Канада           | 6 | 3 | 48 | 43 | 38 | 37 | 13 | 9  | 86% |
| 3     | США              | 5 | 4 | 57 | 59 | 39 | 40 | 4  | 6  | 79% |
| 4     | Великобритания   | 5 | 4 | 51 | 50 | 41 | 38 | 8  | 5  | 82% |
| 4     | Швейцария        | 5 | 4 | 60 | 54 | 44 | 39 | 11 | 8  | 83% |
| 6     | Норвегия         | 4 | 5 | 45 | 54 | 32 | 36 | 6  | 6  | 81% |
| 7     | Республика Корея | 4 | 5 | 54 | 59 | 40 | 41 | 7  | 8  | 82% |
| 8     | Япония           | 4 | 5 | 52 | 48 | 30 | 31 | 12 | 5  | 82% |
| 9     | Италия           | 3 | 6 | 50 | 56 | 42 | 45 | 15 | 8  | 81% |
| 10    | Дания            | 2 | 7 | 50 | 62 | 38 | 41 | 12 | 5  | 83% |

Результаты
Время местное (UTC+9).

| Площадка D     | 1 | 2 | 3 | 4 | 5 | 6 | 7 | 8 | 9 | 10 | 11 | Всего |
| Швейцария      | 0 | 0 | 0 | 1 | 0 | 2 | 0 | 1 | 0 | 1  | 0  | 5     |
| Великобритания | 0 | 0 | 1 | 0 | 1 | 0 | 1 | 0 | 2 | 0  | 1  | 6     |

| Площадка D | 1 | 2 | 3 | 4 | 5 | 6 | 7 | 8 | 9 | 10 | Всего |
| Дания      | 0 | 0 | 2 | 0 | 1 | 1 | 0 | 2 | 0 | 1  | 7     |
| Швейцария  | 1 | 1 | 0 | 3 | 0 | 0 | 2 | 0 | 2 | 0  | 9     |

| Площадка B | 1 | 2 | 3 | 4 | 5 | 6 | 7 | 8 | 9 | 10 | Всего |
| Швейцария  | 1 | 0 | 0 | 1 | 0 | 0 | 2 | 0 | 2 | 1  | 7     |
| Норвегия   | 0 | 1 | 1 | 0 | 0 | 2 | 0 | 1 | 0 | 0  | 5     |

| Площадка B | 1 | 2 | 3 | 4 | 5 | 6 | 7 | 8 | 9 | 10 | Всего |
| Швеция     | 0 | 0 | 0 | 2 | 0 | 1 | 0 | X | X | X  | 3     |
| Швейцария  | 2 | 1 | 1 | 0 | 1 | 0 | 5 | X | X | X  | 10    |

| Площадка A | 1 | 2 | 3 | 4 | 5 | 6 | 7 | 8 | 9 | 10 | Всего |
| Швейцария  | 0 | 1 | 0 | 1 | 0 | 1 | 0 | 1 | 0 | X  | 4     |
| США        | 0 | 0 | 1 | 0 | 3 | 0 | 3 | 0 | 1 | X  | 8     |

| Площадка C | 1 | 2 | 3 | 4 | 5 | 6 | 7 | 8 | 9 | 10 | Всего |
| Швейцария  | 0 | 0 | 1 | 0 | 0 | 0 | 1 | 0 | 2 | 0  | 4     |
| Италия     | 1 | 1 | 0 | 1 | 0 | 1 | 0 | 1 | 0 | 2  | 7     |

| Площадка A | 1 | 2 | 3 | 4 | 5 | 6 | 7 | 8 | 9 | 10 | Всего |
| Япония     | 0 | 2 | 0 | 1 | 0 | 0 | 0 | 2 | 0 | 0  | 5     |
| Швейцария  | 3 | 0 | 1 | 0 | 0 | 1 | 0 | 0 | 0 | 1  | 6     |

| Площадка D | 1 | 2 | 3 | 4 | 5 | 6 | 7 | 8 | 9 | 10 | Всего |
| Швейцария  | 4 | 0 | 1 | 0 | 2 | 0 | 0 | 0 | 1 | Х  | 8     |
| Канада     | 0 | 2 | 0 | 1 | 2 | 1 | 0 | 0 | 0 | Х  | 6     |

| Площадка C       | 1 | 2 | 3 | 4 | 5 | 6 | 7 | 8 | 9 | 10 | Всего |
| Республика Корея | 0 | 0 | 4 | 0 | 0 | 1 | 0 | 2 | 0 | 1  | 8     |
| Швейцария        | 1 | 0 | 0 | 1 | 3 | 0 | 1 | 0 | 1 | 0  | 7     |

Тай-брейк
21 февраля, 9:05
| Команда        | 1 | 2 | 3 | 4 | 5 | 6 | 7 | 8 | 9 | 10 | Всего |
| Великобритания | 2 | 0 | 0 | 2 | 0 | 0 | 0 | 1 | 0 | Х  | 5     |
| Швейцария      | 0 | 1 | 0 | 0 | 2 | 1 | 0 | 0 | 5 | Х  | 9     |

Полуфинал
22 февраля, 20:05
| Площадка А | 1 | 2 | 3 | 4 | 5 | 6 | 7 | 8 | 9 | 10 | Всего |
| Швеция     | 2 | 0 | 0 | 4 | 0 | 2 | 1 | 0 | Х | Х  | 9     |
| Швейцария  | 0 | 1 | 0 | 0 | 1 | 0 | 0 | 1 | Х | Х  | 3     |

Матч за 3-е место
23 февраля, 15:35
| Команда   | 1 | 2 | 3 | 4 | 5 | 6 | 7 | 8 | 9 | 10 | Всего |
| Швейцария | 0 | 1 | 1 | 0 | 2 | 0 | 2 | 0 | 1 | Х  | 7     |
| Канада    | 0 | 0 | 0 | 2 | 0 | 1 | 0 | 2 | 0 | Х  | 5     |

Итог: мужская сборная Швейцарии по кёрлингу по итогам олимпийского турнира стала обладателем бронзовых медалей.

#### Женщины
Олимпийскую лицензию в женском кёрлинге сборная Швейцарии получила, заняв по результатам последних двух чемпионатов мира итоговое 3-е место.
Состав
| Четвёртый          | Третий          | Второй             | Ведущий          | Запасной    |
| ------------------ | --------------- | ------------------ | ---------------- | ----------- |
| Сильвана Тиринцони | Мануэла Зигрист | Эстер Нойеншвандер | Марлене Альбрехт | Женни Перре |

| Место | Команда          | В | П | КЗ | КП | ВЭ | ПЭ | ОЭ | УЭ | ППД |
| ----- | ---------------- | - | - | -- | -- | -- | -- | -- | -- | --- |
| 1     | Республика Корея | 8 | 1 | 75 | 44 | 41 | 34 | 5  | 15 | 79% |
| 2     | Швеция           | 7 | 2 | 64 | 48 | 42 | 34 | 14 | 13 | 83% |
| 3     | Великобритания   | 6 | 3 | 61 | 56 | 39 | 38 | 12 | 6  | 79% |
| 4     | Япония           | 5 | 4 | 59 | 55 | 38 | 36 | 10 | 13 | 75% |
| 5     | Китай            | 4 | 5 | 57 | 65 | 35 | 38 | 12 | 5  | 78% |
| 6     | Канада           | 4 | 5 | 68 | 59 | 40 | 36 | 10 | 12 | 81% |
| 7     | США              | 4 | 5 | 60 | 55 | 34 | 37 | 12 | 7  | 78% |
| 8     | Швейцария        | 4 | 5 | 56 | 65 | 38 | 39 | 7  | 6  | 78% |
| 9     | ОСР              | 2 | 7 | 45 | 76 | 34 | 40 | 8  | 6  | 76% |
| 10    | Дания            | 1 | 8 | 50 | 72 | 32 | 41 | 10 | 6  | 73% |

Результаты
Время местное (UTC+9).

| Площадка D | 1 | 2 | 3 | 4 | 5 | 6 | 7 | 8 | 9 | 10 | Всего |
| Швейцария  | 1 | 0 | 0 | 0 | 0 | 1 | 1 | 0 | X | X  | 2     |
| Китай      | 0 | 2 | 1 | 1 | 0 | 0 | 0 | 3 | X | X  | 7     |

| Площадка B       | 1 | 2 | 3 | 4 | 5 | 6 | 7 | 8 | 9 | 10 | Всего |
| Республика Корея | 1 | 0 | 1 | 1 | 1 | 0 | 1 | 0 | 2 | 0  | 7     |
| Швейцария        | 0 | 2 | 0 | 0 | 0 | 1 | 0 | 1 | 0 | 1  | 5     |

| Площадка C | 1 | 2 | 3 | 4 | 5 | 6 | 7 | 8 | 9 | 10 | Всего |
| Канада     | 0 | 0 | 2 | 0 | 2 | 0 | 2 | 0 | 3 | 1  | 10    |
| Швейцария  | 1 | 0 | 0 | 3 | 0 | 3 | 0 | 1 | 0 | 0  | 8     |

| Площадка A     | 1 | 2 | 3 | 4 | 5 | 6 | 7 | 8 | 9 | 10 | Всего |
| Великобритания | 2 | 0 | 0 | 1 | 0 | 2 | 0 | 1 | 0 | 2  | 8     |
| Швейцария      | 0 | 0 | 2 | 0 | 1 | 0 | 2 | 0 | 2 | 0  | 7     |

| Площадка B | 1 | 2 | 3 | 4 | 5 | 6 | 7 | 8 | 9 | 10 | Всего |
| Швейцария  | 0 | 2 | 0 | 4 | 0 | 0 | 0 | 1 | 1 | X  | 8     |
| Япония     | 0 | 0 | 1 | 0 | 2 | 0 | 1 | 0 | 0 | X  | 4     |

| Площадка C | 1 | 2 | 3 | 4 | 5 | 6 | 7 | 8 | 9 | 10 | Всего |
| США        | 0 | 0 | 1 | 0 | 0 | 2 | 0 | 1 | 0 | 1  | 5     |
| Швейцария  | 0 | 2 | 0 | 1 | 2 | 0 | 0 | 0 | 1 | 0  | 6     |

| Площадка A | 1 | 2 | 3 | 4 | 5 | 6 | 7 | 8 | 9 | 10 | Всего |
| Швейцария  | 0 | 2 | 2 | 0 | 0 | 0 | 0 | 0 | 1 | 2  | 7     |
| Швеция     | 1 | 0 | 0 | 1 | 0 | 1 | 3 | 2 | 0 | 0  | 8     |

| Площадка D | 1 | 2 | 3 | 4 | 5 | 6 | 7 | 8 | 9 | 10 | Всего |
| ОСР        | 0 | 1 | 0 | 0 | 0 | 1 | 0 | X | X | X  | 2     |
| Швейцария  | 0 | 0 | 3 | 2 | 2 | 0 | 4 | X | X | X  | 11    |

| Площадка C | 1 | 2 | 3 | 4 | 5 | 6 | 7 | 8 | 9 | 10 | Всего |
| Швейцария  | 1 | 0 | 0 | 0 | 3 | 0 | 1 | 0 | 1 | X  | 6     |
| Дания      | 0 | 0 | 0 | 2 | 0 | 1 | 0 | 1 | 0 | X  | 4     |

Итог: женская сборная Швейцарии по кёрлингу заняла 8-е место.

#### Смешанные пары
Соревнования среди смешанных пар дебютируют в программе зимних Олимпийских игр.
Состав
| Мужчина     | Женщина     |
| ----------- | ----------- |
| Мартин Риос | Женни Перре |

| Место | Команда          | В | П | КЗ | КП | ВЭ | ПЭ | ОЭ | УЭ | ППД |
| ----- | ---------------- | - | - | -- | -- | -- | -- | -- | -- | --- |
| 1     | Канада           | 6 | 1 | 52 | 26 | 29 | 20 | 0  | 9  | 80% |
| 2     | Швейцария        | 5 | 2 | 45 | 33 | 29 | 26 | 0  | 10 | 72% |
| 3     | ОСР              | 4 | 3 | 36 | 44 | 26 | 27 | 1  | 7  | 67% |
| 4     | Китай            | 4 | 3 | 47 | 42 | 27 | 27 | 1  | 6  | 72% |
| 5     | Норвегия         | 4 | 3 | 39 | 43 | 26 | 25 | 1  | 8  | 74% |
| 6     | Республика Корея | 2 | 5 | 42 | 47 | 26 | 26 | 1  | 7  | 70% |
| 7     | США              | 2 | 5 | 37 | 43 | 26 | 25 | 0  | 9  | 74% |
| 8     | Финляндия        | 1 | 6 | 35 | 53 | 23 | 29 | 0  | 6  | 66% |

Результаты
Время местное (UTC+9).

| Площадка D | 1 | 2 | 3 | 4 | 5 | 6 | 7 | 8 | 9 | Всего |
| Китай      | 1 | 0 | 0 | 2 | 0 | 1 | 0 | 1 | 0 | 5     |
| Швейцария  | 0 | 1 | 1 | 0 | 1 | 0 | 2 | 0 | 2 | 7     |

| Площадка B | 1 | 2 | 3 | 4 | 5 | 6 | 7 | 8 | Всего |
| США        | 1 | 1 | 0 | 1 | 0 | 0 | 1 | 0 | 4     |
| Швейцария  | 0 | 0 | 1 | 0 | 1 | 1 | 0 | 6 | 9     |

| Площадка C | 1 | 2 | 3 | 4 | 5 | 6 | 7 | 8 | Всего |
| Канада     | 0 | 4 | 0 | 1 | 1 | 1 | X | X | 7     |
| Швейцария  | 1 | 0 | 1 | 0 | 0 | 0 | X | X | 2     |

| Площадка C | 1 | 2 | 3 | 4 | 5 | 6 | 7 | 8 | Всего |
| Швейцария  | 0 | 2 | 0 | 0 | 2 | 2 | 0 | 3 | 9     |
| ОСР        | 2 | 0 | 4 | 1 | 0 | 0 | 1 | 0 | 8     |

| Площадка A | 1 | 2 | 3 | 4 | 5 | 6 | 7 | 8 | Всего |
| Финляндия  | 0 | 0 | 2 | 0 | 0 | 2 | 2 | 0 | 6     |
| Швейцария  | 2 | 1 | 0 | 2 | 1 | 0 | 0 | 1 | 7     |

| Площадка D | 1 | 2 | 3 | 4 | 5 | 6 | 7 | 8 | Всего |
| Швейцария  | 1 | 0 | 0 | 2 | 1 | 0 | 1 | 0 | 5     |
| Норвегия   | 0 | 3 | 1 | 0 | 0 | 1 | 0 | 1 | 6     |

| Площадка B       | 1 | 2 | 3 | 4 | 5 | 6 | 7 | 8 | Всего |
| Швейцария        | 2 | 1 | 0 | 1 | 1 | 0 | 1 | 0 | 6     |
| Республика Корея | 0 | 0 | 1 | 0 | 0 | 1 | 0 | 2 | 4     |

Полуфинал
12 февраля, 20:05
| Площадка C | 1 | 2 | 3 | 4 | 5 | 6 | 7 | 8 | Всего |
| ОСР        | 0 | 2 | 0 | 0 | 2 | 1 | 0 | 0 | 5     |
| Швейцария  | 2 | 0 | 1 | 1 | 0 | 0 | 2 | 1 | 7     |

Финал
13 февраля, 20:05
| Площадка B | 1 | 2 | 3 | 4 | 5 | 6 | 7 | 8 | Всего |
| Канада     | 2 | 0 | 4 | 0 | 2 | 2 | Х | Х | 10    |
| Швейцария  | 0 | 2 | 0 | 1 | 0 | 0 | Х | Х | 3     |

Итог: сборная Швейцарии по кёрлингу по итогам олимпийского турнира стала обладателем серебряных медалей.

### Коньковые виды спорта

#### Конькобежный спорт
По сравнению с прошлыми Играми в программе конькобежного спорта произошёл ряд изменений. Были добавлены соревнвнования в масс-старте, где спортсменам необходимо будет преодолеть 16 кругов, с тремя промежуточными финишами, набранные очки на которых помогут в распределении мест, начиная с 4-го. Также впервые с 1994 года конькобежцы будут бежать дистанцию 500 метров только один раз. Распределение квот происходило по итогам первых четырёх этапов Кубка мира. По их результатам был сформирован сводный квалификационный список, согласно которому сборная Швейцарии, оставшаяся без лицензий в конькобежном спорте на Играх 2014 года, стала обладателем олимпийских квот сразу на четырёх дистанциях. Олимпийские лицензии для страны принесли Ливио Венгер и Рамона Херди. 15 января национальная отборочная комиссия утвердила их для участия в Играх в Пхёнчхане.
Мужчины
Индивидуальные гонки
| Соревнование | Спортсмены   | Результат | Место | Отставание |
| ------------ | ------------ | --------- | ----- | ---------- |
| 1500 метров  | Ливио Венгер | 1:47,76   | 25    | +3,75      |
| 5000 метров  | Ливио Венгер | 6:24,16   | 17    | +14,40     |

Масс-старт
| Соревнование | Спортсмены   | Полуфинал | Полуфинал | Полуфинал | Полуфинал | Полуфинал | Финал | Финал | Финал   | Финал |
| Соревнование | Спортсмены   | Забег     | Круги     | Очки      | Время     | Место     | Круги | Очки  | Время   | Место |
| ------------ | ------------ | --------- | --------- | --------- | --------- | --------- | ----- | ----- | ------- | ----- |
| масс-старт   | Ливио Венгер | 2         | 16        | 5         | 8:17,17   | 7 Q       | 16    | 11    | 8:13,08 | 4     |

Женщины
Масс-старт
| Соревнование | Спортсмены   | Полуфинал | Полуфинал | Полуфинал | Полуфинал | Полуфинал | Финал                 | Финал                 | Финал                 | Финал                 |
| Соревнование | Спортсмены   | Забег     | Круги     | Очки      | Время     | Место     | Круги                 | Очки                  | Время                 | Место                 |
| ------------ | ------------ | --------- | --------- | --------- | --------- | --------- | --------------------- | --------------------- | --------------------- | --------------------- |
| масс-старт   | Рамона Херди | 1         | 4         | 0         | 2:49,59   | 12        | завершила выступление | завершила выступление | завершила выступление | завершила выступление |

#### Фигурное катание
Последний раз сборная Швейцарии по фигурному катанию выступала на зимних Олимпийских играх в 2010 году. Большинство олимпийских лицензий на Игры 2018 года были распределены по результатам выступления спортсменов в рамках чемпионата мира 2017 года. По его результатам сборная Швейцарии не смогла завоевать олимпийских лицензий. Для получения недостающих олимпийских квот необходимо было успешно выступить на турнире Nebelhorn Trophy, где нужно было попасть в число 4-6 сильнейших в зависимости от дисциплины. По итогам трёх дней соревнований швейцарским спортсменам удалось завоевать лицензию в женском катании, благодаря третьему месту Алексии Пагании. 22 декабря Алексия была утверждена национальной отборочной комиссией для участия в Олимпийских играх.
| Соревнование              | Спортсмены      | Короткая программа | Короткая программа | Произвольная программа | Произвольная программа | Всего        | Всего |
| Соревнование              | Спортсмены      | Сумма баллов       | Место              | Сумма баллов           | Место                  | Сумма баллов | Место |
| ------------------------- | --------------- | ------------------ | ------------------ | ---------------------- | ---------------------- | ------------ | ----- |
| женское одиночное катание | Алексия Пагании | 55,26              | 19 Q               | 101,00                 | 22                     | 156,26       | 21    |

### Лыжные виды спорта

#### Горнолыжный спорт
Квалификация спортсменов для участия в Олимпийских играх осуществлялась на основании специального квалификационного рейтинга FIS по состоянию на 21 января 2018 года. При этом НОК для участия в Олимпийских играх мог выбрать только того спортсмена, который вошёл в топ-500 олимпийского рейтинга в своей дисциплине, и при этом имел определённое количество очков, согласно квалификационной таблице. Страны, не имеющие участников в числе 500 сильнейших спортсменов, могли претендовать только на квоты категории B в технических дисциплинах. По итогам квалификационного отбора сборная Швейцарии завоевала максимально возможные 22 олимпийские лицензии.
Мужчины
| Соревнование      | Спортсмены       | Скоростной спуск/ 1 спуск | Скоростной спуск/ 1 спуск | Слалом/ 2 спуск | Слалом/ 2 спуск | Всего   | Место | Отставание |
| Соревнование      | Спортсмены       | Время                     | Место                     | Время           | Место           | Всего   | Место | Отставание |
| ----------------- | ---------------- | ------------------------- | ------------------------- | --------------- | --------------- | ------- | ----- | ---------- |
| скоростной спуск  | Беат Фойц        | не проводится             | не проводится             | не проводится   | не проводится   | 1:40,43 | 3     | +0,18      |
| скоростной спуск  | Мауро Кавицель   | не проводится             | не проводится             | не проводится   | не проводится   | 1:41,86 | 13    | +1,61      |
| скоростной спуск  | Марк Гизин       | не проводится             | не проводится             | не проводится   | не проводится   | 1:42,82 | 21    | +2,57      |
| скоростной спуск  | Жиль Рулен       | не проводится             | не проводится             | не проводится   | не проводится   | 1:43,88 | 33    | +3,63      |
| супергигант       | Беат Фойц        | не проводится             | не проводится             | не проводится   | не проводится   | 1:24,57 | 2     | +0,13      |
| супергигант       | Жиль Рулен       | не проводится             | не проводится             | не проводится   | не проводится   | 1:26,20 | 21    | +1,76      |
| супергигант       | Томас Тумлер     | не проводится             | не проводится             | не проводится   | не проводится   | 1:26,52 | 26    | +2,08      |
| супергигант       | Мауро Кавицель   | не проводится             | не проводится             | не проводится   | не проводится   | DNF     | DNF   | DNF        |
| комбинация        | Лука Эрни        | 1:21,34                   | 25                        | 48,18           | 11              | 2:09,52 | 11    | +3,00      |
| комбинация        | Мауро Кавицель   | 1:20,47                   | 11                        | 49,13           | 18              | 2:09,60 | 12    | +3,08      |
| комбинация        | Карло Янка       | 1:20,58                   | 14                        | 49,22           | 20              | 2:09,80 | 15    | +3,28      |
| комбинация        | Жюстин Мюрисье   | 1:21,58                   | 30                        | DNF             | DNF             | —       | —     | —          |
| слалом            | Рамон Ценхойзерн | 48,66                     | 9                         | 50,67           | 2               | 1:39,33 | 2     | +0,34      |
| слалом            | Даниэль Юль      | 48,88                     | 11                        | 51,24           | 13              | 1:40,12 | 8     | +1,13      |
| слалом            | Лоик Мейяр       | 49,63                     | 19                        | 50,69           | 3               | 1:40,32 | 14    | +1,33      |
| слалом            | Лука Эрни        | DNF                       | DNF                       | —               | —               | —       | —     | —          |
| гигантский слалом | Лоик Мейяр       | 1:09,77                   | 12                        | 1:10,68         | 17              | 2:20,45 | 9     | +2,41      |
| гигантский слалом | Джино Кавицель   | 1:09,99                   | 13                        | 1:11,26         | 24              | 2:21,25 | 15    | +3,21      |
| гигантский слалом | Лука Эрни        | 1:11,40                   | 26                        | 1:10,22         | 7               | 2:21,62 | 19    | +3,58      |
| гигантский слалом | Жюстин Мурисье   | DNF                       | DNF                       | —               | —               | —       | —     | —          |

Женщины
| Соревнование      | Спортсмены       | Скоростной спуск/ 1 спуск | Скоростной спуск/ 1 спуск | Слалом/ 2 спуск | Слалом/ 2 спуск | Всего   | Место | Отставание |
| Соревнование      | Спортсмены       | Время                     | Место                     | Время           | Место           | Всего   | Место | Отставание |
| ----------------- | ---------------- | ------------------------- | ------------------------- | --------------- | --------------- | ------- | ----- | ---------- |
| скоростной спуск  | Коринн Зутер     | не проводится             | не проводится             | не проводится   | не проводится   | 1:40,29 | 6     | +1,07      |
| скоростной спуск  | Мишель Гизин     | не проводится             | не проводится             | не проводится   | не проводится   | 1:40,55 | 8     | +1,33      |
| скоростной спуск  | Лара Гут         | не проводится             | не проводится             | не проводится   | не проводится   | DNF     | DNF   | DNF        |
| скоростной спуск  | Жасмин Флури     | не проводится             | не проводится             | не проводится   | не проводится   | DNF     | DNF   | DNF        |
| супергигант       | Лара Гут         | не проводится             | не проводится             | не проводится   | не проводится   | 1:21,23 | 4     | +0,12      |
| супергигант       | Мишель Гизин     | не проводится             | не проводится             | не проводится   | не проводится   | 1:21,57 | 9     | +0,46      |
| супергигант       | Коринн Зутер     | не проводится             | не проводится             | не проводится   | не проводится   | 1:22,24 | 17    | +1,13      |
| супергигант       | Жасмин Флури     | не проводится             | не проводится             | не проводится   | не проводится   | 1:23,30 | 27    | +2,19      |
| комбинация        | Мишель Гизин     | 1:40,14                   | 3                         | 40,76           | 4               | 2:20,90 | 1     | +0,00      |
| комбинация        | Венди Хольденер  | 1:42,11                   | 10                        | 40,23           | 1               | 2:22,34 | 3     | +1,44      |
| комбинация        | Дениз Файерабенд | 1:43,04                   | 17                        | 40,90           | 5               | 2:23,94 | 9     | +3,04      |
| слалом            | Венди Хольденер  | 48,89                     | 1                         | 49,79           | 5               | 1:38,68 | 2     | +0,05      |
| слалом            | Дениз Файерабенд | 51,93                     | 24                        | 49,80           | 6               | 1:41,73 | 14    | +3,10      |
| слалом            | Мишель Гизин     | 51,43                     | 18                        | 50,42           | 12              | 1:41,85 | 16    | +3,22      |
| гигантский слалом | Венди Хольденер  | 1:11,92                   | 13                        | 1:09,35         | 6               | 2:21,27 | 9     | +1,25      |
| гигантский слалом | Симона Вильд     | 1:13,52                   | 22                        | 1:13,23         | 33              | 2:26,75 | 28    | +6,73      |
| гигантский слалом | Лара Гут         | DNF                       | DNF                       | —               | —               | —       | —     | —          |

Командные соревнования
Командные соревнования в горнолыжном спорте дебютируют в программе Олимпийских игр. Состав сборной состоит из 4 спортсменов (2 мужчин и 2 женщин). Командный турнир проводится как параллельное соревнование с использованием ворот и флагов гигантского слалома. Победитель каждого индивидуального тура приносит 1 очко своей команде. При равном счёте каждая команда получает по одному очку. Если равный счёт имеет место в конце тура (2:2), команда с лучшим суммарным временем лучшей женщины и лучшего мужчины (или вторыми лучшими, если первые имеют равное время) выигрывает тур.
| Соревнование           | Спортсмены                                                              | 1/8 финала           | 1/4 финала                         | Полуфинал            | Финал                | Место |
| Соревнование           | Спортсмены                                                              | Соперник / Результат | Соперник / Результат               | Соперник / Результат | Соперник / Результат | Место |
| ---------------------- | ----------------------------------------------------------------------- | -------------------- | ---------------------------------- | -------------------- | -------------------- | ----- |
| командные соревнования | Дениз Файерабенд Рамон Ценхойзерн Венди Хольденер Даниэль Юль Лука Эрни | Венгрия (15) · В 4:0 | Германия (7) · В 2:2 (40,47:40,87) | Франция (6) · В 3:1  | Австрия (1) · В 3:1  | 1     |

#### Лыжное двоеборье
Лыжное двоеборье остаётся единственной олимпийской дисциплиной в программе зимних Игр, в которой участвуют только мужчины. Квалификация спортсменов для участия в Олимпийских играх осуществлялась на основании специального квалификационного рейтинга FIS по состоянию на 21 января 2018 года. По итогам квалификационного отбора сборная Швейцарии завоевала одну олимпийскую лицензию.
Мужчины
| Соревнование              | Спортсмены | Прыжки с трамплина | Прыжки с трамплина | Лыжная гонка | Лыжная гонка | Лыжная гонка | Итоговое время | Место | Отставание |
| Соревнование              | Спортсмены | Результат          | Место              | Гандикап     | Результат    | Место        | Итоговое время | Место | Отставание |
| ------------------------- | ---------- | ------------------ | ------------------ | ------------ | ------------ | ------------ | -------------- | ----- | ---------- |
| нормальный трамплин/10 км | Тим Хуг    | 90,9               | 26                 | +2:39        | 24:59,4      | 25           | 27:38,4        | 27    | +2:47,0    |
| большой трамплин/10 км    | Тим Хуг    | 104,6              | 27                 | +2:17        | 24:23,5      | 30           | 26:40,5        | 24    | +2:48,0    |

#### Лыжные гонки
Квалификация спортсменов для участия в Олимпийских играх осуществлялась на основании специального квалификационного рейтинга FIS по состоянию на 21 января 2018 года. Для получения олимпийской лицензии категории «A» спортсменам необходимо было набрать максимум 100 очков в дистанционном рейтинге FIS. При этом каждый НОК может заявить на Игры 1 мужчину и 1 женщины, если они выполнили квалификационный критерий «B», по которому они смогут принять участие в спринте и гонках на 10 км для женщин или 15 км для мужчин. По итогам квалификационного отбора сборная Швейцарии завоевала 11 олимпийских лицензий, а после перераспределения квот получила ещё две.
Мужчины
Дистанционные гонки
| Соревнование              | Спортсмены                                          | Результат                                 | Место    | Отставание                              |
| ------------------------- | --------------------------------------------------- | ----------------------------------------- | -------- | --------------------------------------- |
| 15 км свободным стилем    | Дарио Колонья                                       | 33:43,9                                   | 1        | +0,00                                   |
| 15 км свободным стилем    | Роман Фургер                                        | 34:56,3                                   | 12       | +1:12,4                                 |
| 15 км свободным стилем    | Тони Ливерс                                         | 36:14,5                                   | 34       | +2:30,6                                 |
| 15 км свободным стилем    | Кандид Пралонг                                      | 36:47,7                                   | 50       | +3:03,8                                 |
| скиатлон 15+15 км         | Дарио Колонья                                       | 1:16:45,1                                 | 6        | +25,1                                   |
| скиатлон 15+15 км         | Кандид Пралонг                                      | 1:19:15,6                                 | 31       | +2:55,6                                 |
| скиатлон 15+15 км         | Йонас Бауман                                        | 1:20:13,4                                 | 39       | +3:53,4                                 |
| скиатлон 15+15 км         | Тони Ливерс                                         | 1:20:13,4                                 | 40       | +3:53,4                                 |
| 50 км классическим стилем | Дарио Колонья                                       | 2:12:43,2                                 | 9        | +4:21,1                                 |
| 50 км классическим стилем | Кандид Пралонг                                      | 2:18:41,5                                 | 31       | +10:19,4                                |
| 50 км классическим стилем | Ойли Шнайдер                                        | 2:23:17,3                                 | 45       | +14:55,2                                |
| эстафета 4×10 км          | Йонас Бауман Дарио Колонья Тони Ливерс Роман Фургер | 1:38:01,4 26:43,7 24:55,6 23:08,9 23:13,2 | 11 14 11 | +4:56,5 +2:02,8 +2:20,5 +3:37,6 +4:56,5 |

Спринт
| Соревнование     | Спортсмены                 | Квалификация  | Квалификация  | Четвертьфинал        | Четвертьфинал        | Четвертьфинал        | Полуфинал            | Полуфинал            | Полуфинал            | Финал                 | Финал                 | Итоговое место |
| Соревнование     | Спортсмены                 | Результат     | Место         | Забег                | Результат            | Место                | Забег                | Результат            | Место                | Результат             | Место                 | Итоговое место |
| ---------------- | -------------------------- | ------------- | ------------- | -------------------- | -------------------- | -------------------- | -------------------- | -------------------- | -------------------- | --------------------- | --------------------- | -------------- |
| спринт           | Йофиан Хедигер             | 3:15,86       | 17 Q          | 3                    | 3:14,25              | 4                    | завершил выступление | завершил выступление | завершил выступление | завершил выступление  | завершил выступление  | 19             |
| спринт           | Ойли Шнайдер               | 3:19,47       | 39            | завершил выступление | завершил выступление | завершил выступление | завершил выступление | завершил выступление | завершил выступление | завершил выступление  | завершил выступление  | 39             |
| спринт           | Эрван Кезер                | 3:22,48       | 50            | завершил выступление | завершил выступление | завершил выступление | завершил выступление | завершил выступление | завершил выступление | завершил выступление  | завершил выступление  | 50             |
| командный спринт | Роман Фургер Дарио Колонья | не проводится | не проводится | не проводится        | не проводится        | не проводится        | 1                    | 16:10,52             | 6                    | завершили выступление | завершили выступление | 11             |

Женщины
Дистанционные гонки
| Соревнование              | Спортсмены                                                               | Результат                               | Место     | Отставание                        |
| ------------------------- | ------------------------------------------------------------------------ | --------------------------------------- | --------- | --------------------------------- |
| 10 км свободным стилем    | Натали фон Зибенталь                                                     | 25:50,3                                 | 6         | +49,8                             |
| 10 км свободным стилем    | Лидия Хирникель                                                          | 28:33,4                                 | 49        | +3:32,9                           |
| скиатлон 7,5+7,5 км       | Натали фон Зибенталь                                                     | 41:02,5                                 | 6         | +17,6                             |
| скиатлон 7,5+7,5 км       | Надине Фендрих                                                           | 43:50,4                                 | 27        | +3:05,5                           |
| 30 км классическим стилем | Натали фон Зибенталь                                                     | 1:31:27,9                               | 22        | +9:10,3                           |
| эстафета 4×5 км           | Лаурин ван дер Грааф Надине Фендрих Натали фон Зибенталь Лидия Хирникель | 53:15,8 13:59,9 13:46,8 12:22,4 13:06,7 | 7 6 5 4 7 | +1:51,5 +35,4 +31,7 +41,0 +1:51,5 |

Спринт
| Соревнование     | Спортсмены                          | Квалификация  | Квалификация  | Четвертьфинал | Четвертьфинал | Четвертьфинал | Полуфинал             | Полуфинал             | Полуфинал             | Финал                 | Финал                 | Итоговое место |
| Соревнование     | Спортсмены                          | Результат     | Место         | Забег         | Результат     | Место         | Забег                 | Результат             | Место                 | Результат             | Место                 | Итоговое место |
| ---------------- | ----------------------------------- | ------------- | ------------- | ------------- | ------------- | ------------- | --------------------- | --------------------- | --------------------- | --------------------- | --------------------- | -------------- |
| спринт           | Лаурин ван дер Грааф                | 3:19,62       | 21 Q          | 5             | 3:12,15       | 2 Q           | 2                     | 3:15,65               | 5                     | завершила выступление | завершила выступление | 10             |
| спринт           | Надине Фендрих                      | 3:19,42       | 20 Q          | 3             | 3:14,82       | 4             | завершила выступление | завершила выступление | завершила выступление | завершила выступление | завершила выступление | 20             |
| командный спринт | Надине Фендрих Лаурин ван дер Грааф | не проводится | не проводится | не проводится | не проводится | не проводится | 1                     | 16:39,83              | 2 Q                   | 16:17,79              | 4                     | 4              |

#### Прыжки на лыжах с трамплина
Квалификация спортсменов для участия в Олимпийских играх осуществлялась на основании специального квалификационного рейтинга FIS по состоянию на 21 января 2018 года. По итогам квалификационного отбора сборная Швейцарии завоевала 4 олимпийские лицензии, но впоследствии от двух из них отказалась.
Мужчины
| Соревнование        | Спортсмены       | Квалификация | Квалификация | Финал     | Финал    | Финал                | Финал                | Финал                | Финал                | Итоговое место |
| Соревнование        | Спортсмены       | Результат    | Место        | 1 прыжок  | 1 прыжок | 2 прыжок             | 2 прыжок             | Всего                | Место                | Итоговое место |
| Соревнование        | Спортсмены       | Результат    | Место        | Результат | Место    | Результат            | Место                | Всего                | Место                | Итоговое место |
| ------------------- | ---------------- | ------------ | ------------ | --------- | -------- | -------------------- | -------------------- | -------------------- | -------------------- | -------------- |
| нормальный трамплин | Симон Амман      | 122,3        | 10 Q         | 119,4     | 11 Q     | 117,2                | 10                   | 236,6                | 11                   | 11             |
| нормальный трамплин | Грегор Дешванден | 92,3         | 43 Q         | 100,1     | 28 Q     | 85,2                 | 29                   | 185,3                | 29                   | 29             |
| большой трамплин    | Симон Амман      | 122,6        | 10 Q         | 131,6     | 10 Q     | 125,0                | 13                   | 256,6                | 13                   | 13             |
| большой трамплин    | Грегор Дешванден | 103,5        | 24 Q         | 105,8     | 36       | завершил выступление | завершил выступление | завершил выступление | завершил выступление | 36             |

#### Сноуборд
По сравнению с прошлыми Играми в программе соревнований произошёл ряд изменений. Вместо параллельного слалома были добавлены соревнования в биг-эйре. Во всех дисциплинах, за исключением мужского сноуборд-кросса, изменилось количество участников соревнований, был отменён полуфинальный раунд, а также в финалах фристайла спортсмены стали выполнять по три попытки. Квалификация спортсменов для участия в Олимпийских играх осуществлялась на основании специального квалификационного рейтинга FIS по состоянию на 21 января 2018 года. Для каждой дисциплины были установлены определённые условия, выполнив которые спортсмены могли претендовать на попадание в состав сборной для участия в Олимпийских играх. По итогам квалификационного отбора сборная Швейцарии завоевала 25 олимпийских лицензий. Больше, чем сборная Швейцарии олимпийских квот в сноуборде получила только американская сборная, на счету которой 26 олимпийских лицензий.
Мужчины
Фристайл
| Соревнование | Спортсмены      | Квалификация | Квалификация | Квалификация | Квалификация | Финал                | Финал                | Финал                | Финал                | Итоговое место |
| Соревнование | Спортсмены      | Заезд        | 1 спуск      | 2 спуск      | Место        | 1 спуск              | 2 спуск              | 3 спуск              | Место                | Итоговое место |
| ------------ | --------------- | ------------ | ------------ | ------------ | ------------ | -------------------- | -------------------- | -------------------- | -------------------- | -------------- |
| хафпайп      | Патрик Бургенер | 1            | 82,00        | 50,25        | 9 Q          | 84,00                | 51,00                | 89,75                | 5                    | 5              |
| хафпайп      | Ян Шеррер       | 1            | 84,00        | 16,00        | 6 Q          | 31,25                | 80,50                | 70,75                | 9                    | 9              |
| хафпайп      | Элиас Алленшпах | 1            | 23,75        | 25,50        | 27           | завершил выступление | завершил выступление | завершил выступление | завершил выступление | 27             |
| слоупстайл   | Йонас Бёзигер   | 2            | 18,68        | 58,26        | 9            | завершил выступление | завершил выступление | завершил выступление | завершил выступление | 21             |
| слоупстайл   | Михаэль Шерер   | 1            | 37,61        | 27,01        | 14           | завершил выступление | завершил выступление | завершил выступление | завершил выступление | 29             |
| слоупстайл   | Николас Хубер   | 2            | 34,25        | 36,90        | 16           | завершил выступление | завершил выступление | завершил выступление | завершил выступление | 30             |
| слоупстайл   | Мориц Тёнен     | 1            | 19,53        | 23,55        | 16           | завершил выступление | завершил выступление | завершил выступление | завершил выступление | 34             |
| биг-эйр      | Михаэль Шерер   | 1            | 87,00        | 44,00        | 5 Q          | JNS                  | 62,25                | 78,50                | 6                    | 6              |
| биг-эйр      | Йонас Бёзигер   | 2            | 96,00        | 35,25        | 2 Q          | 77,50                | JNS                  | 40,75                | 8                    | 8              |
| биг-эйр      | Николас Хубер   | 1            | 76,75        | 44,50        | 13           | завершил выступление | завершил выступление | завершил выступление | завершил выступление | 25             |
| биг-эйр      | Мориц Тёнен     | 1            | DNS          | DNS          | —            | завершил выступление | завершил выступление | завершил выступление | завершил выступление | —              |

Сноуборд-кросс
| Соревнование   | Спортсмены  | Квалификация | Квалификация  | Квалификация | 1/8 финала | 1/8 финала | Четвертьфинал | Четвертьфинал | Полуфинал            | Полуфинал            | Финал                | Итоговое место |
| Соревнование   | Спортсмены  | 1 спуск      | 2 спуск       | Место        | Заезд      | Место      | Заезд         | Место         | Заезд                | Место                | Место                | Итоговое место |
| -------------- | ----------- | ------------ | ------------- | ------------ | ---------- | ---------- | ------------- | ------------- | -------------------- | -------------------- | -------------------- | -------------- |
| сноуборд-кросс | Жером Лиман | 1:14,77      | не участвовал | 21 Q         | 3          | 1 Q        | 2             | 4             | завершил выступление | завершил выступление | завершил выступление | 16             |
| сноуборд-кросс | Калле Кобле | 1:14,25      | не участвовал | 9 Q          | 2          | 3 Q        | 1             | DNF           | завершил выступление | завершил выступление | завершил выступление | 18             |

Слалом
| Соревнование                   | Спортсмены       | Квалификация | Квалификация | Квалификация | Квалификация | 1/8 финала                 | Четвертьфинал               | Полуфинал             | Финал                    | Место |
| Соревнование                   | Спортсмены       | Синий курс   | Красный курс | Всего        | Место        | Соперник Результат         | Соперник Результат          | Соперник Результат    | Соперник Результат       | Место |
| ------------------------------ | ---------------- | ------------ | ------------ | ------------ | ------------ | -------------------------- | --------------------------- | --------------------- | ------------------------ | ----- |
| параллельный гигантский слалом | Невин Гальмарини | 41,73        | 43,05        | 1:24,78      | 1 Q          | SLOТ. Мастнак (16) В −0,38 | ITAР. Фишналлер (8) В −0,06 | FRAС. Дюфур (4) В DNF | KORЛи Сан Хо (3) В −0,43 | 1     |
| параллельный гигантский слалом | Каспар Флютш     | 43,10        | 43,16        | 43,16        | 21           | завершил выступление       | завершил выступление        | завершил выступление  | завершил выступление     | 21    |
| параллельный гигантский слалом | Дарио Кавицель   | 43,69        | 42,70        | 1:26,39      | 22           | завершил выступление       | завершил выступление        | завершил выступление  | завершил выступление     | 22    |

Женщины
Фристайл
| Соревнование | Спортсмены      | Квалификация | Квалификация | Квалификация | Квалификация | Финал                 | Финал                 | Финал                 | Финал                 | Итоговое место |
| Соревнование | Спортсмены      | Заезд        | 1 спуск      | 2 спуск      | Место        | 1 спуск               | 2 спуск               | 3 спуск               | Место                 | Итоговое место |
| ------------ | --------------- | ------------ | ------------ | ------------ | ------------ | --------------------- | --------------------- | --------------------- | --------------------- | -------------- |
| хафпайп      | Верена Рорер    | 1            | 16,50        | 55,00        | 14           | завершила выступление | завершила выступление | завершила выступление | завершила выступление | 14             |
| слоупстайл   | Сина Кандриан   | отменена     | отменена     | отменена     | отменена     | 66,35                 | 39,80                 | отменён               | 7                     | 7              |
| слоупстайл   | Элена Кёнц      | отменена     | отменена     | отменена     | отменена     | 17,28                 | 59,00                 | отменён               | 10                    | 10             |
| слоупстайл   | Изабель Дерунгс | отменена     | отменена     | отменена     | отменена     | 39,66                 | 31,98                 | отменён               | 18                    | 18             |
| слоупстайл   | Карла Сомайни   | отменена     | отменена     | отменена     | отменена     | 36,71                 | 23,08                 | отменён               | 20                    | 20             |
| биг-эйр      | Сина Кандриан   | 1            | 31,75        | 86,00        | 8 Q          | JNS                   | 76,25                 | 64,00                 | 5                     | 5              |
| биг-эйр      | Карла Сомайни   | 1            | 70,75        | 24,75        | 15           | завершила выступление | завершила выступление | завершила выступление | завершила выступление | 15             |
| биг-эйр      | Элена Кёнц      | 1            | 62,00        | 65,75        | 18           | завершила выступление | завершила выступление | завершила выступление | завершила выступление | 18             |
| биг-эйр      | Изабель Дерунгс | 1            | 54,00        | 59,25        | 22           | завершила выступление | завершила выступление | завершила выступление | завершила выступление | 22             |

Сноуборд-кросс
| Соревнование   | Спортсмены        | Квалификация | Квалификация   | Квалификация | Четвертьфинал | Четвертьфинал | Полуфинал             | Полуфинал             | Финал                 | Итоговое место |
| Соревнование   | Спортсмены        | 1 спуск      | 2 спуск        | Место        | Заезд         | Место         | Заезд                 | Место                 | Место                 | Итоговое место |
| -------------- | ----------------- | ------------ | -------------- | ------------ | ------------- | ------------- | --------------------- | --------------------- | --------------------- | -------------- |
| сноуборд-кросс | Лара Казанова     | 1:22,26      | DNS            | 21 Q         | 2             | 4             | завершила выступление | завершила выступление | завершила выступление | 15             |
| сноуборд-кросс | Александра Хаслер | 1:20,87      | 1:20,49        | 16 Q         | 1             | 5             | завершила выступление | завершила выступление | завершила выступление | 19             |
| сноуборд-кросс | Симона Майлер     | 1:18,95      | не участвовала | 7 Q          | 4             | 6             | завершила выступление | завершила выступление | завершила выступление | 22             |

Слалом
| Соревнование                   | Спортсмены      | Квалификация | Квалификация | Квалификация | Квалификация | 1/8 финала                 | Четвертьфинал               | Полуфинал             | Финал                 | Место |
| Соревнование                   | Спортсмены      | Синий курс   | Красный курс | Всего        | Место        | Соперник Результат         | Соперник Результат          | Соперник Результат    | Соперник Результат    | Место |
| ------------------------------ | --------------- | ------------ | ------------ | ------------ | ------------ | -------------------------- | --------------------------- | --------------------- | --------------------- | ----- |
| параллельный гигантский слалом | Жюли Цогг       | 45,70        | 47,19        | 1:32,89      | 7 Q          | POLА. Круль (10) В −0,70   | OARА. Заварзина (2) П +1,88 | завершила выступление | завершила выступление | 6     |
| параллельный гигантский слалом | Ладина Енни     | 46,96        | 46,23        | 46,23        | 12 Q         | GERР. Хофмайстер (5) П DNF | завершила выступление       | завершила выступление | завершила выступление | 13    |
| параллельный гигантский слалом | Патриция Куммер | 47,00        | 46,59        | 1:33,59      | 16 Q         | CZEЭ. Ледецкая (1) П +0,71 | завершила выступление       | завершила выступление | завершила выступление | 16    |
| параллельный гигантский слалом | Стефани Мюллер  | 48,79        | 46,80        | 1:35,59      | 23           | завершила выступление      | завершила выступление       | завершила выступление | завершила выступление | 23    |

#### Фристайл
По сравнению с прошлыми Играми изменения произошли в хафпайпе и слоупстайле. Теперь в финалах этих дисциплин фристайлисты стали выполнять по три попытки, при этом итоговое положение спортсменов по-прежнему определяется по результату лучшей из них. Квалификация спортсменов для участия в Олимпийских играх осуществлялась на основании специального квалификационного рейтинга FIS по состоянию на 21 января 2018 года. Для каждой дисциплины были установлены определённые условия, выполнив которые спортсмены могли претендовать на попадание в состав сборной для участия в Олимпийских играх. По итогам квалификационного отбора сборная Швейцарии завоевала 20 олимпийских лицензий, а после перераспределения квот получила ещё две, отказавшись при этом от одной лицензии в женском слоупстайле.
Мужчины
Могул и акробатика
| Соревнование | Спортсмены     | Квалификация 1 | Квалификация 1 | Квалификация 2 | Квалификация 2 | Квалификация 2 | Финал 1              | Финал 1              | Финал 2              | Финал 2              | Финал 3              | Финал 3              | Итоговое место |
| Соревнование | Спортсмены     | Очки           | Место          | Очки           | Лучший         | Место          | Очки                 | Место                | Очки                 | Место                | Очки                 | Место                | Итоговое место |
| ------------ | -------------- | -------------- | -------------- | -------------- | -------------- | -------------- | -------------------- | -------------------- | -------------------- | -------------------- | -------------------- | -------------------- | -------------- |
| акробатика   | Миша Гассер    | 113,72         | 14             | 121,72         | 121,72         | 6 Q            | 99,12                | 11                   | завершил выступление | завершил выступление | завершил выступление | завершил выступление | 11             |
| акробатика   | Димитри Ислер  | 123,98         | 7              | 88,94          | 123,98         | 3 Q            | 97,79                | 12                   | завершил выступление | завершил выступление | завершил выступление | завершил выступление | 12             |
| акробатика   | Ной Рот        | 116,06         | 13             | 116,64         | 116,64         | 10             | завершил выступление | завершил выступление | завершил выступление | завершил выступление | завершил выступление | завершил выступление | 16             |
| акробатика   | Николас Гигакс | 88,29          | 20             | 88,92          | 88,92          | 17             | завершил выступление | завершил выступление | завершил выступление | завершил выступление | завершил выступление | завершил выступление | 23             |

Парк и пайп
| Соревнование | Спортсмены         | Квалификация | Квалификация | Квалификация | Финал                | Финал                | Финал                | Финал                | Итоговое место |
| Соревнование | Спортсмены         | 1 заезд      | 2 заезд      | Место        | 1 заезд              | 2 заезд              | 3 заезд              | Место                | Итоговое место |
| ------------ | ------------------ | ------------ | ------------ | ------------ | -------------------- | -------------------- | -------------------- | -------------------- | -------------- |
| хафпайп      | Йоэль Гислер       | 59,80        | 9,80         | 18           | завершил выступление | завершил выступление | завершил выступление | завершил выступление | 18             |
| хафпайп      | Рафаэль Крайенбюль | 55,20        | 22,20        | 19           | завершил выступление | завершил выступление | завершил выступление | завершил выступление | 19             |
| хафпайп      | Робен Бриге        | 23,00        | 29,40        | 25           | завершил выступление | завершил выступление | завершил выступление | завершил выступление | 25             |
| слоупстайл   | Андри Раджеттли    | 95,00        | 27,40        | 2 Q          | 85,80                | 73,20                | 65,40                | 7                    | 7              |
| слоупстайл   | Элиас Амбюль       | 89,60        | 67,40        | 9 Q          | 18,80                | 71,60                | 73,20                | 9                    | 9              |
| слоупстайл   | Йонас Хунцикер     | 85,80        | 64,80        | 12 Q         | 5,20                 | 66,20                | 46,40                | 10                   | 10             |
| слоупстайл   | Фабиан Бёш         | 8,20         | 55,00        | 24           | завершил выступление | завершил выступление | завершил выступление | завершил выступление | 24             |

Ски-кросс
| Соревнование | Спортсмены       | Квалификация | Квалификация | 1/8 финала | 1/8 финала | Четвертьфинал | Четвертьфинал | Полуфинал            | Полуфинал            | Финал                | Итоговое место |
| Соревнование | Спортсмены       | Результат    | Место        | Заезд      | Место      | Заезд         | Место         | Заезд                | Место                | Место                | Итоговое место |
| ------------ | ---------------- | ------------ | ------------ | ---------- | ---------- | ------------- | ------------- | -------------------- | -------------------- | -------------------- | -------------- |
| ски-кросс    | Марк Бишофбергер | 1:09,99      | 9            | 2          | 1 Q        | 1             | 2 Q           | 1                    | 2 Q                  | Большой              | 2              |
| ски-кросс    | Марк Бишофбергер | 1:09,99      | 9            | 2          | 1 Q        | 1             | 2 Q           | 1                    | 2 Q                  | 2                    | 2              |
| ски-кросс    | Армин Нидерер    | 1:09,46      | 4            | 4          | 1 Q        | 2             | 1 Q           | 1                    | 3                    | Малый                | 5              |
| ски-кросс    | Армин Нидерер    | 1:09,46      | 4            | 4          | 1 Q        | 2             | 1 Q           | 1                    | 3                    | 1                    | 5              |
| ски-кросс    | Алекс Фива       | 1:08,74      | 1            | 1          | 1 Q        | 1             | DNF           | завершил выступление | завершил выступление | завершил выступление | 9              |
| ски-кросс    | Йонас Ленхерр    | 1:10,12      | 13           | 4          | 2 Q        | 2             | 4             | завершил выступление | завершил выступление | завершил выступление | 15             |

Женщины
Могул и акробатика
| Соревнование | Спортсмены     | Квалификация 1 | Квалификация 1 | Квалификация 2 | Квалификация 2 | Квалификация 2 | Финал 1               | Финал 1               | Финал 2               | Финал 2               | Финал 3               | Финал 3               | Итоговое место |
| Соревнование | Спортсмены     | Очки           | Место          | Очки           | Лучший         | Место          | Очки                  | Место                 | Очки                  | Место                 | Очки                  | Место                 | Итоговое место |
| ------------ | -------------- | -------------- | -------------- | -------------- | -------------- | -------------- | --------------------- | --------------------- | --------------------- | --------------------- | --------------------- | --------------------- | -------------- |
| могул        | Дебора Сканцио | 66,38          | 21             | 69,02          | 69,02          | 9              | завершила выступление | завершила выступление | завершила выступление | завершила выступление | завершила выступление | завершила выступление | 21             |

Парк и пайп
| Соревнование | Спортсмены     | Квалификация | Квалификация | Квалификация | Финал   | Финал   | Финал   | Финал | Итоговое место |
| Соревнование | Спортсмены     | 1 заезд      | 2 заезд      | Место        | 1 заезд | 2 заезд | 3 заезд | Место | Итоговое место |
| ------------ | -------------- | ------------ | ------------ | ------------ | ------- | ------- | ------- | ----- | -------------- |
| слоупстайл   | Сара Хёффлин   | 83,00        | 21,20        | 7 Q          | 83,80   | 27,80   | 91,20   | 1     | 1              |
| слоупстайл   | Матильда Гремо | 85,40        | 71,60        | 5 Q          | 88,00   | 29,40   | 29,40   | 2     | 2              |

Ски-кросс
| Соревнование | Спортсмены        | Квалификация | Квалификация | 1/8 финала | 1/8 финала | Четвертьфинал         | Четвертьфинал         | Полуфинал             | Полуфинал             | Финал                 | Итоговое место |
| Соревнование | Спортсмены        | Результат    | Место        | Заезд      | Место      | Заезд                 | Место                 | Заезд                 | Место                 | Место                 | Итоговое место |
| ------------ | ----------------- | ------------ | ------------ | ---------- | ---------- | --------------------- | --------------------- | --------------------- | --------------------- | --------------------- | -------------- |
| ски-кросс    | Фанни Смит        | 1:13,90      | 5            | 3          | 1 Q        | 2                     | 1 Q                   | 1                     | 2 Q                   | Большой               | 3              |
| ски-кросс    | Фанни Смит        | 1:13,90      | 5            | 3          | 1 Q        | 2                     | 1 Q                   | 1                     | 2 Q                   | 3                     | 3              |
| ски-кросс    | Санна Лойди       | 1:15,13      | 10           | 7          | 2 Q        | 4                     | 2 Q                   | 2                     | 3                     | Малый                 | 7              |
| ски-кросс    | Санна Лойди       | 1:15,13      | 10           | 7          | 2 Q        | 4                     | 2 Q                   | 2                     | 3                     | 3                     | 7              |
| ски-кросс    | Талина Гантенбайн | 1:15,97      | 16           | 1          | 2 Q        | 1                     | 3                     | завершила выступление | завершила выступление | завершила выступление | 12             |
| ски-кросс    | Присциллия Аннен  | 2:30,03      | 23           | 7          | 3          | завершила выступление | завершила выступление | завершила выступление | завершила выступление | завершила выступление | 23             |

### Санный спорт
Квалификация спортсменов для участия в Олимпийских играх осуществлялась на основании рейтинга Кубка мира FIL по состоянию на 1 января 2018 года. По его результатам сборная Швейцарии смогла завоевать две лицензии в женских соревнованиях, однако позднее отказалась от одной квоты.
Женщины
| Соревнование | Спортсмены    | 1 заезд   | 1 заезд | 2 заезд   | 2 заезд | 3 заезд   | 3 заезд | 4 заезд   | 4 заезд | Итоговый результат | Итоговое место | Отставание |
| Соревнование | Спортсмены    | Результат | Место   | Результат | Место   | Результат | Место   | Результат | Место   | Итоговый результат | Итоговое место | Отставание |
| ------------ | ------------- | --------- | ------- | --------- | ------- | --------- | ------- | --------- | ------- | ------------------ | -------------- | ---------- |
| одиночки     | Мартина Кохер | 46,837    | 17      | 46,657    | 15      | 46,638    | 11      | 46,761    | 10      | 3:06,893           | 11             | +1,661     |

### Хоккей

#### Мужчины
Первые 8 сборных в рейтинге IIHF после чемпионата мира 2015 года автоматически квалифицировались для участия в мужском олимпийском турнире. Сборная Швейцарии заняла в этом рейтинге 7-е место, в результате чего квалифицировалась в группу A олимпийского турнира. 22 января был оглашен состав мужской и женской сборных Швейцарии на Олимпийские игры. 29 января стало известно, что нападающий Йоэль Вермин не сможет принять участие в турнире из-за травмы, вместо него в команду вызван Грегори Хофманн.
Состав
| Номер | Имя              | Хват   | Рост, см | Вес, кг | Дата рождения | Клуб | Игры | ПШ | КН   | %ОБ   |
| ----- | ---------------- | ------ | -------- | ------- | ------------- | ---- | ---- | -- | ---- | ----- |
| 1     | Йонас Хиллер     | Правый | 187      | 87      | 12.02.1982    | Биль | 4    | 4  | 1,14 | 95,60 |
| 52    | Тобиас Штефан    | Левый  | 192      | 88      | 21.01.1984    | Цуг  | 0    | 0  | 0,00 | 0,00  |
| 63    | Леонардо Дженони | Левый  | 180      | 80      | 28.08.1987    | Берн | 1    | 4  | 9,28 | 66,67 |

| Номер | Имя               | Позиция    | Хват   | Рост, см | Вес, кг | Дата рождения | Клуб           | Игры | Шайбы | Передачи |
| ----- | ----------------- | ---------- | ------ | -------- | ------- | ------------- | -------------- | ---- | ----- | -------- |
| 4     | Патрик Гееринг    | Защитник   | Левый  | 178      | 84      | 12.02.1990    | Цюрих Лайонс   | 4    | 0     | 2        |
| 8     | Венсан Праплан    | Нападающий | Правый | 183      | 89      | 10.06.1994    | Клотен         | 4    | 0     | 0        |
| 9     | Томас Рюфенахт    | Нападающий | Левый  | 180      | 85      | 22.02.1985    | Берн           | 4    | 2     | 1        |
| 10    | Андрес Амбюль     | Нападающий | Правый | 188      | 90      | 14.09.1983    | Давос          | 4    | 0     | 5        |
| 13    | Фелисьен дю Буа   | Защитник   | Правый | 187      | 85      | 18.10.1983    | Давос          | 3    | 1     | 1        |
| 15    | Грегори Хофман    | Нападающий | Левый  | 182      | 91      | 13.11.1992    | Лугано         | 2    | 0     | 1        |
| 16    | Рафаэль Диас      | Защитник   | Правый | 181      | 89      | 09.01.1986    | Цуг            | 3    | 0     | 0        |
| 19    | Рето Шеппи        | Нападающий | Левый  | 193      | 94      | 27.01.1991    | Цюрих Лайонс   | 4    | 1     | 0        |
| 23    | Симон Боденман    | Нападающий | Левый  | 178      | 83      | 02.03.1988    | Берн           | 2    | 0     | 0        |
| 27    | Доминик Шлумпф    | Защитник   | Правый | 183      | 85      | 03.03.1991    | Цуг            | 4    | 0     | 0        |
| 44    | Пиус Зутер        | Нападающий | Левый  | 175      | 80      | 24.05.1996    | Цюрих Лайонс   | 4    | 3     | 2        |
| 54    | Филипп Фуррер     | Защитник   | Левый  | 186      | 92      | 18.03.1977    | Лугано         | 4    | 0     | 0        |
| 55    | Ромен Лёффель     | Защитник   | Правый | 176      | 81      | 10.03.1991    | Женева-Серветт | 3    | 0     | 1        |
| 58    | Эрик Блум         | Защитник   | Левый  | 177      | 78      | 13.06.1986    | Берн           | 4    | 0     | 0        |
| 60    | Тристан Шервай    | Нападающий | Левый  | 176      | 83      | 07.05.1991    | Берн           | 4    | 0     | 0        |
| 61    | Фабрис Герцог     | Нападающий | Левый  | 188      | 99      | 19.01.1984    | Цюрих Лайонс   | 3    | 0     | 1        |
| 65    | Рамон Унтерзандер | Защитник   | Правый | 183      | 90      | 21.01.1991    | Берн           | 4    | 0     | 1        |
| 70    | Денис Холленштайн | Нападающий | Левый  | 183      | 89      | 15.10.1989    | Клотен         | 4    | 1     | 0        |
| 71    | Энцо Корви        | Нападающий | Правый | 183      | 86      | 23.12.1992    | Давос          | 4    | 1     | 0        |
| 82    | Симон Мозер       | Нападающий | Левый  | 187      | 98      | 10.03.1989    | Берн           | 4    | 2     | 1        |
| 89    | Коди Алмонд       | Нападающий | Левый  | 188      | 90      | 24.07.1989    | Женева-Серветт | 4    | 0     | 2        |
| 92    | Гаэтан Хаас       | Нападающий | Правый | 181      | 80      | 31.01.1992    | Берн           | 4    | 0     | 1        |

| Должность            | Имя               | Гражданство | Дата рождения |
| -------------------- | ----------------- | ----------- | ------------- |
| Главный тренер       | Патрик Фишер      | Швейцария   | 06.09.1975    |
| Ассистент тренера    | Томми Альбелин    | Швеция      | 21.05.1964    |
| Ассистент тренера    | Кристиан Вольвенд | Швейцария   | 04.01.1977    |
| Тренер вратарей      | Петер Меттлер     | Швейцария   | 01.02.1981    |
| Генеральный менеджер | Раето Раффайнер   | Швейцария   | 01.01.1982    |

Предварительный раунд
Группа A
|  | Команды, выходящие в четвертьфинал         |
|  | Команды, выходящие в квалификацию плей-офф |

| М | Сборная          | И | В | ВО | ПО | П | ШЗ | ШП | РШ  | О |
| - | ---------------- | - | - | -- | -- | - | -- | -- | --- | - |
| 1 | Чехия            | 3 | 2 | 1  | 0  | 0 | 9  | 4  | +5  | 8 |
| 2 | Канада           | 3 | 2 | 0  | 1  | 0 | 11 | 4  | +7  | 7 |
| 3 | Швейцария        | 3 | 1 | 0  | 0  | 2 | 10 | 9  | +1  | 3 |
| 4 | Республика Корея | 3 | 0 | 0  | 0  | 3 | 1  | 14 | -13 | 0 |

Время местное (UTC+9).
| 15 февраля 2018 21:10 | Швейцария | 1 : 5 (0:2, 0:2, 1:1) | Канада | Квандон Хоккей Центр Зрителей: 2802 |

| Отчёт                                               | Отчёт                                                                             | Отчёт | Отчёт                      | Отчёт                                                                                    |
| --------------------------------------------------- | --------------------------------------------------------------------------------- | --- | -------------------------- | ---------------------------------------------------------------------------------------- |
|                                                     |                                                                                   | |                            |                                                                                          |
|                                                     | Леонардо Дженони — 00:00-25:52 Йонас Хиллер — 25:52-47:20 47:33-54:10 54:53-60:00 | Вратари | 00:00-60:00 — Бен Скривенс | Судьи: Антонин Ержабек Константин Оленин Линейные судьи: Джимми Дахмен Александр Отмахов |
|                                                     | Голы:                                                                             | |                            | Судьи: Антонин Ержабек Константин Оленин Линейные судьи: Джимми Дахмен Александр Отмахов |
| Симон Мозер (бол.) — 47:33 (Т. Рюфенахт, А. Амбюль) | 0:1 0:2 0:3 0:4 1:4 1:5                                                           | 02:57 — Рене Бурк (К. Ли, Д. Рой) 07:30 — Максим Норо (бол.) (К. Ли, Д. Рой) 25:00 — Рене Бурк (бол.) (Д. Рой) 25:52 — Войтек Вольский (М. Норо) 54:53 — Войтек Вольский (п.в.) (К. Келли, Э. Эббет) |                            | Судьи: Антонин Ержабек Константин Оленин Линейные судьи: Джимми Дахмен Александр Отмахов |
|                                                     |                                                                                   | |                            | Судьи: Антонин Ержабек Константин Оленин Линейные судьи: Джимми Дахмен Александр Отмахов |
|                                                     |                                                                                   | |                            | Судьи: Антонин Ержабек Константин Оленин Линейные судьи: Джимми Дахмен Александр Отмахов |
|                                                     |                                                                                   | |                            | Судьи: Антонин Ержабек Константин Оленин Линейные судьи: Джимми Дахмен Александр Отмахов |
| 6 мин                                               | Штраф                                                                             | 6 мин |                            | Судьи: Антонин Ержабек Константин Оленин Линейные судьи: Джимми Дахмен Александр Отмахов |
|                                                     |                                                                                   | |                            |                                                                                          |
|                                                     | 29                                                                                | Броски | 28                         |                                                                                          |

| 17 февраля 2018 16:40 | Республика Корея | 0 : 8 (0:1, 0:2, 0:5) | Швейцария | Хоккейный центр Каннын Зрителей: 6568 |

| Отчёт | Отчёт                                               | Отчёт | Отчёт                      | Отчёт                                                                              |
| ----- | --------------------------------------------------- | --- | -------------------------- | ---------------------------------------------------------------------------------- |
|       |                                                     | |                            |                                                                                    |
|       | Мэтт Далтон — 00:00-45:17 Пак Сун Дже — 45:17-60:00 | Вратари | 00:00-60:00 — Йонас Хиллер | Судьи: Ян Грибик Алекси Рантала Линейные судьи: Мирослав Лхоцкий Фрейзер Макинтайр |
|       | Голы:                                               | |                            | Судьи: Ян Грибик Алекси Рантала Линейные судьи: Мирослав Лхоцкий Фрейзер Макинтайр |
|       | 0:1 0:2 0:3 0:4 0:5 0:6 0:7 0:8                     | 10:23 — Денис Холленштайн (Г. Хас, Р. Лёффель) 27:36 — Фелисьен дю Буа 35:55 — Пиус Зутер (Ф. Херцог) 43:50 — Томас Рюфенахт (Р. Унтерзандер, К. Элмонд) 45:17 — Пиус Зутер (А. Амбюль, С. Мозер) 46:45 — Рето Шеппи (К. Элмонд, П. Геринг) 51:24 — Пиус Зутер (П. Геринг, А. Амбюль) 55:10 — Энцо Корви (Г. Хофман, Ф. дю Буа) |                            | Судьи: Ян Грибик Алекси Рантала Линейные судьи: Мирослав Лхоцкий Фрейзер Макинтайр |
|       |                                                     | |                            | Судьи: Ян Грибик Алекси Рантала Линейные судьи: Мирослав Лхоцкий Фрейзер Макинтайр |
|       |                                                     | |                            | Судьи: Ян Грибик Алекси Рантала Линейные судьи: Мирослав Лхоцкий Фрейзер Макинтайр |
|       |                                                     | |                            | Судьи: Ян Грибик Алекси Рантала Линейные судьи: Мирослав Лхоцкий Фрейзер Макинтайр |
| 8 мин | Штраф                                               | 10 мин |                            | Судьи: Ян Грибик Алекси Рантала Линейные судьи: Мирослав Лхоцкий Фрейзер Макинтайр |
|       |                                                     | |                            |                                                                                    |
|       | 25                                                  | Броски | 34                         |                                                                                    |

| 18 февраля 2018 16:40 | Чехия | 4 : 1 (1:1, 0:0, 3:0) | Швейцария | Хоккейный центр Каннын Зрителей: 6137 |

| Отчёт | Отчёт                        | Отчёт                                        | Отчёт                                              | Отчёт                                                                                 |
| --- | ---------------------------- | -------------------------------------------- | -------------------------------------------------- | ------------------------------------------------------------------------------------- |
| |                              |                                              |                                                    |                                                                                       |
| | Павел Францоуз — 00:00-60:00 | Вратари                                      | 00:00-56:38 — Йонас Хиллер 58:40-58:54 59:11-60:00 | Судьи: Бретт Айверсон Константин Оленин Линейные судьи: Джадсон Риттер Натан Ваностен |
| | Голы:                        |                                              |                                                    | Судьи: Бретт Айверсон Константин Оленин Линейные судьи: Джадсон Риттер Натан Ваностен |
| Михал Ржепик (бол.) — 07:09 (М. Эрат, Р. Горак) Доминик Кубалик — 43:02 (Я. Коварж, Я. Коларж) Роман Червенка — 58:40 (п.в.) (Я. Коларж) Михал Ржепик (п.в.) — 59:11 (М. Бирнер, Я. Накладал) | 1:0 1:1 2:1 3:1 4:1          | 14:47 — Томас Рюфенахт (А. Амбюль, П. Зутер) |                                                    | Судьи: Бретт Айверсон Константин Оленин Линейные судьи: Джадсон Риттер Натан Ваностен |
| |                              |                                              |                                                    | Судьи: Бретт Айверсон Константин Оленин Линейные судьи: Джадсон Риттер Натан Ваностен |
| |                              |                                              |                                                    | Судьи: Бретт Айверсон Константин Оленин Линейные судьи: Джадсон Риттер Натан Ваностен |
| |                              |                                              |                                                    | Судьи: Бретт Айверсон Константин Оленин Линейные судьи: Джадсон Риттер Натан Ваностен |
| 10 мин | Штраф                        | 2 мин                                        |                                                    | Судьи: Бретт Айверсон Константин Оленин Линейные судьи: Джадсон Риттер Натан Ваностен |
| |                              |                                              |                                                    |                                                                                       |
| | 28                           | Броски                                       | 29                                                 |                                                                                       |

Квалификация плей-офф
| 20 февраля 2018 21:10 | Швейцария | 1 : 2 (OT) (0:1, 1:0, 0:0, 0:1) | Германия | Квандон Хоккей Центр Зрителей: 2878 |

| Отчёт                                     | Отчёт                      | Отчёт                                                                                                | Отчёт                              | Отчёт                                                                         |
| ----------------------------------------- | -------------------------- | --- | ---------------------------------- | ----------------------------------------------------------------------------- |
|                                           |                            | |                                    |                                                                               |
|                                           | Йонас Хиллер — 00:00-60:26 | Вратари                                                                                              | 00:00-60:26 — Данни аус ден Биркен | Судьи: Ян Грибик Линус Элунд Линейные судьи: Фрейзер Макинтайр Ханну Сормунен |
|                                           | Голы:                      | |                                    | Судьи: Ян Грибик Линус Элунд Линейные судьи: Фрейзер Макинтайр Ханну Сормунен |
| Симон Мозер — 23:40 (А. Амбюль, П. Зутер) | 0:1 :1 1:2                 | 01:19 — Леонард Пфёдерль (бол.) (Ф. Хёрдлер, П. Хагер) 60:26 — Янник Зайденберг (Д. Кагун, Ф. Мауэр) |                                    | Судьи: Ян Грибик Линус Элунд Линейные судьи: Фрейзер Макинтайр Ханну Сормунен |
|                                           |                            | |                                    | Судьи: Ян Грибик Линус Элунд Линейные судьи: Фрейзер Макинтайр Ханну Сормунен |
|                                           |                            | |                                    | Судьи: Ян Грибик Линус Элунд Линейные судьи: Фрейзер Макинтайр Ханну Сормунен |
|                                           |                            | |                                    | Судьи: Ян Грибик Линус Элунд Линейные судьи: Фрейзер Макинтайр Ханну Сормунен |
| 29 мин                                    | Штраф                      | 12 мин                                                                                               |                                    | Судьи: Ян Грибик Линус Элунд Линейные судьи: Фрейзер Макинтайр Ханну Сормунен |
|                                           |                            | |                                    |                                                                               |
|                                           | 21                         | Броски                                                                                               | 25                                 |                                                                               |

Итог: мужская сборная Швейцарии по хоккею с шайбой по результатам олимпийского турнира заняла 10-е место

#### Женщины
Состав
| Номер | Имя             | Хват  | Рост, см | Вес, кг | Дата рождения | Клуб                    | Игры | ПШ | КН   | %ОБ    |
| ----- | --------------- | ----- | -------- | ------- | ------------- | ----------------------- | ---- | -- | ---- | ------ |
| 1     | Янина Альдер    | Левый | 165      | 55      | 05.07.1995    | Университет Сент-Клауда | 1    | 0  | 0,00 | 100,00 |
| 52    | Андреа Брандли  | Левый | 169      | 70      | 05.06.1997    | Шаффхаузен              | 0    | 0  | 0,00 | 0,00   |
| 63    | Флоренс Шеллинг | Левый | 175      | 65      | 09.03.1989    | Линчёпинг               | 5    | 7  | 1,41 | 94,17  |

| Номер | Имя               | Позиция    | Хват   | Рост, см | Вес, кг | Дата рождения | Клуб                    | Игры | Шайбы | Передачи |
| ----- | ----------------- | ---------- | ------ | -------- | ------- | ------------- | ----------------------- | ---- | ----- | -------- |
| 3     | Сара Форстер      | Нападающий | Левый  | 169      | 64      | 19.05.1993    | Бомо Тун                | 6    | 0     | 0        |
| 7     | Лара Штальдер     | Нападающий | Правый | 167      | 65      | 15.05.1994    | Линчёпинг               | 6    | 3     | 3        |
| 8     | Николь Гасс       | Защитник   | Правый | 172      | 70      | 18.08.1993    | Цюрих Лайонс            | 6    | 0     | 0        |
| 9     | Шеннон Зигрист    | Защитник   | Правый | 169      | 64      | 20.04.1999    | Цюрих Лайонс            | 6    | 0     | 0        |
| 11    | Сабрина Цоллингер | Защитник   | Левый  | 165      | 63      | 27.03.1993    | ХВ 71 Йончёпинг         | 6    | 1     | 0        |
| 12    | Лиза Рюэди        | Нападающий | Левый  | 167      | 66      | 03.11.2000    | ГСК Лайонс              | 6    | 0     | 1        |
| 13    | Сара Бенц         | Нападающий | Левый  | 165      | 58      | 25.08.1992    | Цюрих Лайонс            | 6    | 2     | 3        |
| 14    | Эвелина Разелли   | Нападающий | Левый  | 169      | 63      | 03.05.1992    | Лугано                  | 6    | 2     | 2        |
| 15    | Моника Вайдахер   | Нападающий | Левый  | 173      | 68      | 09.07.1990    | Цюрих Лайонс            | 6    | 0     | 0        |
| 16    | Нина Вайдахер     | Нападающий | Правый | 169      | 61      | 23.08.1992    | Цюрих Лайонс            | 6    | 0     | 0        |
| 18    | Тесс Аллеман      | Нападающий | Левый  | 168      | 63      | 07.04.1998    | Бомо Тун                | 6    | 0     | 0        |
| 19    | Кристин Майер     | Защитник   | Левый  | 169      | 69      | 24.05.1986    | Цюрих Лайонс            | 6    | 0     | 8        |
| 21    | Лаура Бенц        | Защитник   | Левый  | 172      | 63      | 25.08.1992    | Цюрих Лайонс            | 6    | 0     | 2        |
| 22    | Ливия Альтман     | Защитник   | Левый  | 165      | 65      | 13.12.1994    | Колгейтский университет | 6    | 0     | 1        |
| 23    | Николь Булло      | Защитник   | Левый  | 160      | 54      | 18.07.1987    | Лугано                  | 6    | 0     | 1        |
| 24    | Изабель Вайдахер  | Нападающий | Правый | 162      | 56      | 23.08.1992    | Цюрих Лайонс            | 6    | 0     | 0        |
| 25    | Алина Мюллер      | Нападающий | Левый  | 167      | 62      | 23.08.1992    | Цюрих Лайонс            | 6    | 7     | 3        |
| 26    | Доминик Рюэгг     | Нападающий | Левый  | 172      | 70      | 23.08.1992    | Цюрих Лайонс            | 6    | 0     | 2        |
| 27    | Штефани Ветли     | Защитник   | Левый  | 173      | 57      | 23.08.1992    | Винтертур               | 6    | 0     | 0        |
| 88    | Фёбе Стенц        | Нападающий | Левый  | 163      | 62      | 23.08.1992    | ХФ СДЕ                  | 6    | 3     | 1        |

| Должность         | Имя           | Гражданство | Дата рождения |
| ----------------- | ------------- | ----------- | ------------- |
| Главный тренер    | Даниэла Диас  | Швейцария   | 16.06.1982    |
| Ассистент тренера | Стив Юар      | Канада      | 08.08.1978    |
| Ассистент тренера | Ангела Фраучи | Швейцария   | 05.06.1987    |

Предварительный раунд
Группа B
|  | Команды, выходящие в четвертьфинал         |
|  | Команды, участвующие в матчах за 5-8 места |

| М | Сборная   | И | В | ВО | ПО | П | ШЗ | ШП | РШ  | О |
| - | --------- | - | - | -- | -- | - | -- | -- | --- | - |
| 1 | Швейцария | 3 | 3 | 0  | 0  | 0 | 13 | 2  | +11 | 9 |
| 2 | Швеция    | 3 | 2 | 0  | 0  | 1 | 11 | 3  | +8  | 6 |
| 3 | Япония    | 3 | 1 | 0  | 0  | 2 | 6  | 6  | 0   | 3 |
| 4 | Корея     | 3 | 0 | 0  | 0  | 3 | 1  | 20 | −19 | 0 |

Время местное (UTC+9).
| 10 февраля 2018 21:10 | Швейцария | 8 : 0 (3:0, 3:0, 2:0) | Корея | Университет Квандон, Каннын Зрителей: 3606 |

| Отчёт | Отчёт                           | Отчёт   | Отчёт                     | Отчёт                                                                                |
| --- | ------------------------------- | ------- | ------------------------- | ------------------------------------------------------------------------------------ |
| |                                 |         |                           |                                                                                      |
| | Флоренс Шеллинг — 00:00-60:00   | Вратари | 00:00-60:00 — Син Со Чжун | Судьи: Дина Аллен Габриэль Ариано Лорти Линейные судьи: Джессика Леклерк Жюстин Тодд |
| | Голы:                           |         |                           | Судьи: Дина Аллен Габриэль Ариано Лорти Линейные судьи: Джессика Леклерк Жюстин Тодд |
| Алина Мюллер (мен.) — 10:23 (С. Бенц) Алина Мюллер — 11:24 (С. Бенц, Л. Штальдер) Алина Мюллер — 19:48 (С. Бенц, К. Майер) Алина Мюллер — 21:26 Фёбе Стенц — 22:21 (Э. Разелли, Л. Руди) Фёбе Стенц — 37:19 (Э. Разелли) Лара Штальдер (бол.) — 49:42 (К. Майер, А. Мюллер) Лара Штальдер — 51:48 (А. Мюллер, К. Майер) | 1:0 2:0 3:0 4:0 5:0 6:0 7:0 8:0 |         |                           | Судьи: Дина Аллен Габриэль Ариано Лорти Линейные судьи: Джессика Леклерк Жюстин Тодд |
| |                                 |         |                           | Судьи: Дина Аллен Габриэль Ариано Лорти Линейные судьи: Джессика Леклерк Жюстин Тодд |
| |                                 |         |                           | Судьи: Дина Аллен Габриэль Ариано Лорти Линейные судьи: Джессика Леклерк Жюстин Тодд |
| |                                 |         |                           | Судьи: Дина Аллен Габриэль Ариано Лорти Линейные судьи: Джессика Леклерк Жюстин Тодд |
| 12 мин | Штраф                           | 6 мин   |                           | Судьи: Дина Аллен Габриэль Ариано Лорти Линейные судьи: Джессика Леклерк Жюстин Тодд |
| |                                 |         |                           |                                                                                      |
| | 52                              | Броски  | 8                         |                                                                                      |

| 12 февраля 2018 16:40 | Швейцария | 3 : 1 (0:0, 2:0, 1:1) | Япония | Университет Квандон, Каннын Зрителей: 4033 |

| Отчёт | Отчёт                         | Отчёт                                 | Отчёт                        | Отчёт                                                                        |
| --- | ----------------------------- | ------------------------------------- | ---------------------------- | ---------------------------------------------------------------------------- |
| |                               |                                       |                              |                                                                              |
| | Флоренс Шеллинг — 00:00-60:00 | Вратари                               | 00:00-56:14 — Нана Фудзимото | Судьи: Габриэлла Бран Айна Хове Линейные судьи: Йенни Хайккинен Наташа Пагон |
| | Голы:                         |                                       |                              | Судьи: Габриэлла Бран Айна Хове Линейные судьи: Йенни Хайккинен Наташа Пагон |
| Сара Бенц (бол.) — 30:19 (Д. Рюегг, Л. Бенц) Сара Бенц (бол.) — 33:10 (К. Майер, Л. Штальдер) Алина Мюллер — 44:27 | 1:0 2:0 3:0 3:1               | 47:33 — Ханаэ Кубо (М. Хори, Х. Тока) |                              | Судьи: Габриэлла Бран Айна Хове Линейные судьи: Йенни Хайккинен Наташа Пагон |
| |                               |                                       |                              | Судьи: Габриэлла Бран Айна Хове Линейные судьи: Йенни Хайккинен Наташа Пагон |
| |                               |                                       |                              | Судьи: Габриэлла Бран Айна Хове Линейные судьи: Йенни Хайккинен Наташа Пагон |
| |                               |                                       |                              | Судьи: Габриэлла Бран Айна Хове Линейные судьи: Йенни Хайккинен Наташа Пагон |
| 10 мин | Штраф                         | 8 мин                                 |                              | Судьи: Габриэлла Бран Айна Хове Линейные судьи: Йенни Хайккинен Наташа Пагон |
| |                               |                                       |                              |                                                                              |
| | 18                            | Броски                                | 38                           |                                                                              |

| 14 февраля 2018 12:10 | Швеция | 1 : 2 (0:0, 0:1, 1:1) | Швейцария | Университет Квандон, Каннын Зрителей: 3545 |

| Отчёт                                                        | Отчёт                   | Отчёт                                                                                               | Отчёт                         | Отчёт                                                                              |
| ------------------------------------------------------------ | ----------------------- | --------------------------------------------------------------------------------------------------- | ----------------------------- | ---------------------------------------------------------------------------------- |
|                                                              |                         | |                               |                                                                                    |
|                                                              | Сара Гран — 00:00-60:00 | Вратари                                                                                             | 00:00-60:00 — Флоренс Шеллинг | Судьи: Николета Целарова Кэти Гуэй Линейные судьи: Шарлотта Жирар Фабр Лиза Линнек |
|                                                              | Голы:                   | |                               | Судьи: Николета Целарова Кэти Гуэй Линейные судьи: Шарлотта Жирар Фабр Лиза Линнек |
| Анна Боргквист (бол.) — 47:35 (Х. Ульссон, М. Нилен Перссон) | 0:1 :1 1:2              | 33:51 — Алина Мюллер (бол.) (К. Майер, Л. Штальдер) 51:28 — Фёбе Стенц (бол.) (К. Майер, А. Мюллер) |                               | Судьи: Николета Целарова Кэти Гуэй Линейные судьи: Шарлотта Жирар Фабр Лиза Линнек |
|                                                              |                         | |                               | Судьи: Николета Целарова Кэти Гуэй Линейные судьи: Шарлотта Жирар Фабр Лиза Линнек |
|                                                              |                         | |                               | Судьи: Николета Целарова Кэти Гуэй Линейные судьи: Шарлотта Жирар Фабр Лиза Линнек |
|                                                              |                         | |                               | Судьи: Николета Целарова Кэти Гуэй Линейные судьи: Шарлотта Жирар Фабр Лиза Линнек |
| 12 мин                                                       | Штраф                   | 8 мин                                                                                               |                               | Судьи: Николета Целарова Кэти Гуэй Линейные судьи: Шарлотта Жирар Фабр Лиза Линнек |
|                                                              |                         | |                               |                                                                                    |
|                                                              | 34                      | Броски                                                                                              | 47                            |                                                                                    |

Четвертьфинал
| 17 февраля 2018 12:10 | Олимпийские спортсмены из России | 6 : 2 (1:0, 2:2, 3:0) | Швейцария | Университет Квандон, Каннын Зрителей: 3903 |

| Отчёт | Отчёт                          | Отчёт                                                                             | Отчёт                         | Отчёт                                                                                          |
| --- | ------------------------------ | --------------------------------------------------------------------------------- | ----------------------------- | ---------------------------------------------------------------------------------------------- |
| |                                |                                                                                   |                               |                                                                                                |
| | Надежда Морозова — 00:00-60:00 | Вратари                                                                           | 00:00-60:00 — Флоренс Шеллинг | Судьи: Николета Целарова Габриэлла Гран Линейные судьи: Шарлотта Жирар-Фабр Йоханна Тауриайнен |
| | Голы:                          |                                                                                   |                               | Судьи: Николета Целарова Габриэлла Гран Линейные судьи: Шарлотта Жирар-Фабр Йоханна Тауриайнен |
| Анна Шохина (мен.) – 07:22 Виктория Кулишова – 33:53 (Е. Смолина) Лиана Ганеева (бол.) – 38:53 (А. Шохина) Елена Дергачёва – 47:36 (А. Шохина) Анна Шохина (бол.) – 53:25 (Е. Дергачёва) Ольга Сосина (мен.), (п.в.) – 59:08 | 1:0 1:1 1:2 :2 3:2 4:2 5:2 6:2 | 20:48 – Алина Мюллер (К. Мейер) 31:47 – Лара Штальдер (бол.) (Ф. Стенц, К. Мейер) |                               | Судьи: Николета Целарова Габриэлла Гран Линейные судьи: Шарлотта Жирар-Фабр Йоханна Тауриайнен |
| |                                |                                                                                   |                               | Судьи: Николета Целарова Габриэлла Гран Линейные судьи: Шарлотта Жирар-Фабр Йоханна Тауриайнен |
| |                                |                                                                                   |                               | Судьи: Николета Целарова Габриэлла Гран Линейные судьи: Шарлотта Жирар-Фабр Йоханна Тауриайнен |
| |                                |                                                                                   |                               | Судьи: Николета Целарова Габриэлла Гран Линейные судьи: Шарлотта Жирар-Фабр Йоханна Тауриайнен |
| 12 мин | Штраф                          | 8 мин                                                                             |                               | Судьи: Николета Целарова Габриэлла Гран Линейные судьи: Шарлотта Жирар-Фабр Йоханна Тауриайнен |
| |                                |                                                                                   |                               |                                                                                                |
| | 21                             | Броски                                                                            | 19                            |                                                                                                |

Полуфинал за 5-8-е места
| 18 февраля 2018 12:10 | Швейцария | 2 : 0 (1:0, 1:0, 0:0) | Корея | Университет Квандон, Каннын Зрителей: 3811 |

| Отчёт                                                                                              | Отчёт                      | Отчёт   | Отчёт                     | Отчёт                                                                                           |
| -------------------------------------------------------------------------------------------------- | -------------------------- | ------- | ------------------------- | ----------------------------------------------------------------------------------------------- |
| |                            |         |                           |                                                                                                 |
| | Янина Альдер — 00:00-60:00 | Вратари | 00:00-60:00 — Син Со Джон | Судьи: Габриэль Ариано Лорти Катарина Тимглас Линейные судьи: Йенни Хейккинен Вероника Юханссон |
| | Голы:                      |         |                           | Судьи: Габриэль Ариано Лорти Катарина Тимглас Линейные судьи: Йенни Хейккинен Вероника Юханссон |
| Сабрина Цоллингер (бол.) — 16:35 (Н. Булло, Л. Бенц) Эвелина Разелли — 38:52 (Д. Рюгг, Л. Альтман) | 1:0 2:0                    |         |                           | Судьи: Габриэль Ариано Лорти Катарина Тимглас Линейные судьи: Йенни Хейккинен Вероника Юханссон |
| |                            |         |                           | Судьи: Габриэль Ариано Лорти Катарина Тимглас Линейные судьи: Йенни Хейккинен Вероника Юханссон |
| |                            |         |                           | Судьи: Габриэль Ариано Лорти Катарина Тимглас Линейные судьи: Йенни Хейккинен Вероника Юханссон |
| |                            |         |                           | Судьи: Габриэль Ариано Лорти Катарина Тимглас Линейные судьи: Йенни Хейккинен Вероника Юханссон |
| 2 мин                                                                                              | Штраф                      | 8 мин   |                           | Судьи: Габриэль Ариано Лорти Катарина Тимглас Линейные судьи: Йенни Хейккинен Вероника Юханссон |
| |                            |         |                           |                                                                                                 |
| | 53                         | Броски  | 19                        |                                                                                                 |

Матч за 5-е место
| 20 февраля 2018 16:40 | Швейцария | 1 : 0 (1:0, 0:0, 0:0) | Япония | Университет Квандон, Каннын Зрителей: 3958 |

| Отчёт                   | Отчёт                         | Отчёт   | Отчёт                        | Отчёт                                                                                       |
| ----------------------- | ----------------------------- | ------- | ---------------------------- | ------------------------------------------------------------------------------------------- |
|                         |                               |         |                              |                                                                                             |
|                         | Флоренс Шеллинг — 00:00-60:00 | Вратари | 00:00-57:48 — Нана Фудзимото | Судьи: Габриэлла Гран Катарина Тимглас Линейные судьи: Шарлотт Жирар Фабр Вероника Юханссон |
|                         | Голы:                         |         |                              | Судьи: Габриэлла Гран Катарина Тимглас Линейные судьи: Шарлотт Жирар Фабр Вероника Юханссон |
| Эвелина Разелли — 03:19 | 1:0                           |         |                              | Судьи: Габриэлла Гран Катарина Тимглас Линейные судьи: Шарлотт Жирар Фабр Вероника Юханссон |
|                         |                               |         |                              | Судьи: Габриэлла Гран Катарина Тимглас Линейные судьи: Шарлотт Жирар Фабр Вероника Юханссон |
|                         |                               |         |                              | Судьи: Габриэлла Гран Катарина Тимглас Линейные судьи: Шарлотт Жирар Фабр Вероника Юханссон |
|                         |                               |         |                              | Судьи: Габриэлла Гран Катарина Тимглас Линейные судьи: Шарлотт Жирар Фабр Вероника Юханссон |
| 6 мин                   | Штраф                         | 4 мин   |                              | Судьи: Габриэлла Гран Катарина Тимглас Линейные судьи: Шарлотт Жирар Фабр Вероника Юханссон |
|                         |                               |         |                              |                                                                                             |
|                         | 14                            | Броски  | 20                           |                                                                                             |

Итог: женская сборная Швейцарии по хоккею с шайбой по результатам олимпийского турнира заняла 5-е место